# 2021年のスポーツ
< 2021年
2021年のスポーツ（2021ねんのスポーツ）では、2021年（令和3年）のスポーツ関連の出来事についてまとめる。
- 年度別スポーツ記事一覧

2021年前後：2020年のスポーツ - 2021年のスポーツ - 2022年のスポーツ

## できごと

### 1月
- 6日
  - 【バレーボール】 Vリーグは、東京都など首都圏1都3県に新型コロナウイルス感染拡大の影響により新型インフルエンザ等対策特別措置法に基づく緊急事態宣言を再発令する見通しであることを受け、1月8日から11日に行われる予定だった男女の全試合を中止すると共に代替試合を検討していることを明らかにした[1]。
  - 【ゴルフ】 2009年1月から全米女子プロゴルフ協会（以下USLPGAと表記）の会長を務めていたマイク・ワンが自身のTwitterにおいて「新しいリーダーにバトンを渡したい」として辞任を表明。辞任の時期は未定[2][3]。
- 7日 - いずれも【バスケットボール】
  - バスケットボール女子日本リーグ〈Wリーグ〉は、新型コロナによる緊急事態宣言が東京都など1都3県に再発令されたことを受け、1月9日・10日の静岡市中央体育館（静岡県静岡市葵区）及び15日・16日の大田区総合体育館（東京都大田区）にて組まれていたWリーグ東地区公式戦の全試合について、リーグ所属チームの選手及び関係者の健康や安全防護などを理由として開催中止とすることをこの日発表した。Wリーグでは2月13日に予定されている春日部市総合体育館〈ウイング・ハット春日部〉（埼玉県春日部市）での大会から公式戦の再開を目指すことを明らかにし、今回中止とした試合については後日の振替試合開催を目指すとしているが、情勢の推移により振替試合が実施不能となった場合は当該チームの勝ち点を0とする無効試合として処理し、既に終了した試合と今後開催出来た試合でそれぞれ獲得した勝ち点によって最終順位を決定する方式を採るとした[4][5]。
  - ジャパン・プロフェッショナル・バスケットボールリーグ〈Bリーグ〉はこの日、アダストリアみとアリーナ（茨城県水戸市）にて1月15日・16日に開催を予定していた『B.LEAGUE ALL-STAR GAME 2021 IN MITO』について、ファンが県外から来場することや、水戸市が新型コロナ感染拡大市町村指定を受け、また茨城県内の患者・陽性者の急激な増加などの状況から水戸市より大会の開催中止要請を受けたことを踏まえ、オールスター戦を中止することを発表した[6][7]。
- 10日・11日 - 【ゴルフ】 全米プロゴルフ協会（以下PGAと表記）は10日、当初2022年の第104回全米プロゴルフ選手権のコースとして予定していたトランプ・ナショナルGC（ニュージャージー州）での開催を返上することを発表[8]。また翌11日には全英オープンを主催するロイヤル・アンド・エンシェント・ゴルフ・クラブ・オブ・セント・アンドリュース（R&A）がドナルド・トランプ前アメリカ大統領の一族が運営するターンベリー・ゴルフコース（ スコットランド）で当面同大会や全英女子オープンなど主催大会を開催しないことを発表した[9][10]。R&Aは正式な理由を示していないが、トランプ支持者によるアメリカ合衆国議会議事堂一時占拠事件が発生したことを受けたものと見られる[9]。
- 11日 - 【ラグビー】 第57回全国大学ラグビー選手権決勝（東京都新宿区・国立競技場）で、天理大学が早稲田大学を55 - 28で下して選手権初優勝。さらに関西勢の選手権制覇は1984年度の同志社大学以来実に36大会ぶりとなった[11][12]。
- 12日
  - 【バスケットボール】 Wリーグはこの日、国立代々木第二体育館（東京都渋谷区）にて開催を予定していた1月23日の『第21回Wリーグ引退選手による”LAST GAME”』及び24日の『ステーキハウス ブロンコビリーpresents Wリーグオールスター2020-2021 in 代々木』について、新型コロナによる緊急事態宣言発令中という状況、また選手・スタッフなど関係者の安全防護の観点から両大会とも開催を中止することを発表した。なおWリーグでは時期を見てオールスター戦及び選手引退試合の開催期日を再設定する意思があることを明らかにしている[13][14]。
  - 【ラグビー】 日本ラグビーフットボール協会は、ジャパンラグビートップリーグに所属する4チーム、合計46選手が新型コロナに感染、また95名が濃厚接触者と判断されたことを受け、16日に愛知県豊田市・豊田スタジアムで開催予定だったトヨタ自動車ヴェルブリッツ対サントリーサンゴリアス戦、及び翌17日に東京都世田谷区・駒沢陸上競技場で開催予定だったリコーブラックラムズ対キヤノンイーグルス戦をそれぞれ中止することを発表[15]。しかしその後、他チームからも感染者が発生したことから同協会は14日に行った緊急会見で、開幕を当初の16日から2月初旬から中旬に延期すると共に大会の方式を変更して行う考えを示した[16]。
- 14日 - 【陸上競技】 昨年12月20日に京都市で行われた全国高校駅伝・女子のレース中に車両が進入し走行中の選手が接触する恐れがあった事象があり、京都府警交通指導課と右京署は警察官の指示に従わずにコース内に進入したとして、同市西京区内の68歳の男を書類送検した。調べに対し「早く家路につきたかった。警察官に止められイライラして選手の間を走行した」と供述[17][18]。
- 18日 - 【総合】 新型コロナによる緊急事態宣言が発令されたことを受け、日本中学校体育連盟（以下中体連と表記）は1月下旬から2月上旬にかけて開催を予定していた『第41回全国中学校スケート大会』（長野県長野市）、『全国中学校スキー大会』（長野県下高井郡野沢温泉村）、『第41回全国中学校アイスホッケー大会』（青森県八戸市）の中学生冬季競技全国大会の開催可否について1月15日に開催した臨時理事会での協議の結果、「学生・教員ら関係者の生命と安全防護を優先する」として全て中止とすることを決め、この日付で関係各位に通知したことを公表した[19][20]。
- 21日
  - 【ゴルフ】 日本ゴルフツアー機構（以下JGTOと表記）は、シンガポールゴルフ協会が主催し、アジアンツアー・JGTOの共催、三井住友銀行特別協賛による男子プロゴルフトーナメント『SMBCシンガポール・オープン』について「新型コロナの世界的流行拡大により、苦渋ながら開催中止のやむなきに至った」として今年度の大会を中止し、2022年の開催復活を目指すことをこの日明らかにした[21][22]。
  - 【陸上競技】 日本陸上競技連盟（以下日本陸連と表記）は、1月31日に開催の第40回大阪国際女子マラソンのコースについて、新型コロナの影響により今回に限り長居公園の周回コース（1周2.8 km）上をスタート地点として約15周し、ヤンマースタジアム長居フィニッシュに変更することを発表。また同コースはワールドアスレティックス（WA）により認証済みのため記録も公認される。従来は同スタジアムを発着点に御堂筋折り返し、大阪市内を回るコースで行われている。なお周回コースは周辺住民の生活道路としての役割もあるためレースの状況に応じて通行タイムが設けられるが、ヤンマースタジアムを含め一般観客の入場観戦はできないとされた[23][24]。しかし大会当日は設置されたフェンスの隙間からのぞき込む人がいたほか、フェンスが設置されていない公園南側の歩道に人だかりができていた[25]。→2020年のスポーツの12月22日の出来事も参照
- 22日
  - 【プロボクシング】 日本ボクシングコミッション（以下JBCと表記）は、昨年12月31日に東京・大田区総合体育館で行われたWBO世界スーパーフライ級タイトルマッチで挑戦者の田中恒成（畑中ジム）に8回TKO勝ちした王者の井岡一翔（Ambition GYM）に対し、「本来禁止事項である入れ墨を露出していた」としてジム会長の木谷卓也と共に21日付で厳重注意にしたことを発表。井岡は「日本人選手にも入れ墨を認めてほしい」とJBCルール改正を要望しているが、JBC事務局長の安河内剛は「現時点でJBCルールを変えるつもりはない」としたものの、「JBC側にも不手際があった」ことを認めた[26][27]。
  - 【柔道】 全日本柔道連盟は全日本柔道選手権大会実行委員会をこの日開催し、「新型コロナ緊急事態宣言発令地域（都道府県）での全日本大会予選会など柔道試合の開催が難しい」として『第36回皇后盃全日本女子柔道選手権大会』（4月18日・横浜武道館〈神奈川県横浜市中区〉）及び『令和3年度全日本柔道選手権大会』（4月29日・千葉ポートアリーナ〈千葉県千葉市中央区〉）の2大会について予定期日での開催を断念し日程を繰り延べることを決定した。なお同連盟では本年10月以後の開催を念頭に検討するとし、確定次第改めて発表する方針[28][29][30]。
  - 【五輪】  イギリスのタイムズ紙が21日付の紙面で「日本の連立与党幹部の話として今年に延期された東京五輪の開催を断念したと政府が結論づけた」と報じたことについて[31]、国際オリンピック委員会（以下IOCと表記）会長のトーマス・バッハは委員との意見交換で「開催は決まっている」と報道を否定し[32]、また内閣副長官の坂井学や内閣官房、さらに東京都知事の小池百合子も「そのような事実はございません」として報道を否定した[33]。さらにWA会長のセバスチャン・コーは22日のBBC放送のインタビューで五輪の無観客開催を容認する姿勢を示すと共に、2024年パリ・2028年ロサンゼルスを1大会ずつずらして2024年大会を東京で開催することには否定的な考えを示した[34]。
- 30日 - 【アメリカンフットボール】 日本アメリカンフットボール協会（JAFA）はこの日の臨時理事会にて毎年1月3日に開催している『ライスボウル』（アメリカンフットボール日本選手権）の開催方式の見直しについて討議を行い、2020年度までのようなXリーグ（社会人チーム）代表（『ジャパンエックスボウル』優勝チーム） 対 日本学生アメリカンフットボール協会代表（『甲子園ボウル』優勝チーム）という形式を廃止し社会人チームによる日本一決定戦という形式に改め、大会名を『日本選手権 ライスボウル』に変更することを決議した。新ライスボウルの開催日は変更せずこれまで同様に1月3日とする。今後は現行の社会人日本一決定戦である『ジャパンエックスボウル』の扱いなどを含めて関係各所と詰めの調整を行い、3月14日のJAFA定例理事会に最終決定を諮る方針[35][36]。

### 2月
- 1日 - 【スキー】 日本スポーツ協会（JSPO）は2月18日 - 21日の3日間、秋田県鹿角市にて開催を予定していた『第76回国民体育大会冬季大会スキー競技会』（秋田スキー国体）について、1月下旬に新型コロナウイルス問題の影響を懸念する秋田県からの大会中止要請があったことを受け、JSPOは秋田県内の医療提供環境及び選手・関係者らの宿泊環境などを総合的に勘案した結果、「中止やむなし」との結論に至り、この日の国民体育大会委員会の臨時会議をオンラインで開催してスキー国体の中止を決定した。なお、スキー国体の開催中止は1947年（昭和22年）の第1回大会（北海道・長野県）が大雪の影響で不開催となって以来74年ぶりの椿事となった[37]。
- 4日 - 【五輪】 東京五輪・パラリンピック組織委員会会長の森喜朗がオンラインで行った臨時の記者会見で、前日3日に行われた日本オリンピック委員会（以下JOCと表記）の臨時評議員会で「女性がたくさん入っている理事会は時間がかかる」などと女性蔑視とも受け取れる発言を行った事に対し、「女性を蔑視するつもりはなかったが不適切な発言であった。今回の発言を撤回し、不快な思いをされた方にはお詫びする」と謝罪したが[38]、「会長を辞任するつもりはない」とした[39]。しかし最高位スポンサーを務めるトヨタ自動車は10日、社長の豊田章男名で「今回の発言は誠に遺憾である」とのコメントを発表[40]。結局森は12日に発言の責任を取って辞任を表明した。後任の会長にはJリーグチェアマンなどを歴任した川淵三郎の就任が有力視されていたが、川淵はこれを固辞した[41]。
- 8日：【カーリング】 世界カーリング連盟は3月19日 - 28日に開催を予定していた『2021年世界女子カーリング選手権大会』（ スイス・シャフハウゼン）について、スイスの地方保健当局が新型コロナ感染と亜種ウイルスの拡大懸念などを理由として大会のサポートを拒否したことから開催中止をこの日決定した[42][43]。国際カーリング連盟では本大会が2022年北京オリンピック出場国決定へ繋がる大事なイベントであるとして代替開催地及び新しい期日の選定を急ぐ一方で、オリンピック予選大会を別途開催する案など様々なオプションを用意する意向を示している[42][44]。
- 9日
  - 【水泳】 日本水泳連盟（JASF）は、2022年の「世界水泳選手権」（ 日本・福岡市）について5月の開催となることから、この世界選手権日本代表選手を選考するための競技大会として「国際大会日本代表選手選考会」を2022年3月2日 - 5日の4日間開催する方針をこの日決定。詳細は今後詰めることとしている[45][46]。
  - 【ゴルフ】 USLPGAは、メジャー10勝を含む通算72勝の実績を誇り、現在は国際ゴルフ連盟会長を務める50歳のアニカ・ソレンスタム（ スウェーデン）が2月25日開幕のゲインブリッジ選手権（フロリダ州・レイクノナGC）で2008年以来13年ぶりにツアーに出場することを発表[47]。試合は予選を通過。最終的に13オーバーの74位で4日間の競技を終えた[48]。
- 12日 - 【バスケットボール】 日本バスケットボール協会（JBA）はこの日、2月17日 - 23日にドーハ（ カタール）にて開催予定であり、バスケットボール男子日本代表が出場することになっていた『FIBA男子アジアカップ2021 予選大会』について、カタール国内での新型コロナ感染拡大の影響により同国政府よりイベント中止指示が出されたことを理由に国際バスケットボール連盟（FIBA）より大会開催の中止を決定したという通知があったことを発表。アジアカップ予選の開催については改めてFIBAからの指示を待った上で詳細を発表する予定[49][50]。
- 15日 - 【陸上競技】 日本陸連は個人情報保護の観点から選手の身長と体重を非公表とすることを発表。女子選手に対する誹謗中傷や誤情報の拡散を防ぐ狙いもある。既にワールドアスレティックス（WA、世界陸連）も非公表としており、日本陸連も特に重要な要素ではないとしている[51]。
- 18日 - 【五輪】 東京五輪・パラリンピック組織委員会会長を辞任した森喜朗の後任として、オリンピック・パラリンピック担当大臣を務めていた橋本聖子が選出された[52]。橋本の会長就任により、後任のオリンピック・パラリンピック担当大臣には2016年から1年間務めた丸川珠代が就任した[53]。
- 19日 - 【スキー】  ルーマニア・ルシュノブ（英語版）に於いてこの日、FISスキージャンプ・ワールドカップ（ノーマルヒル）が男女同時開催で実施され、女子個人第9戦では高梨沙羅（クラレ）が今季3勝目を挙げ、男女通して初となる通算60勝に到達[54]。引き続いて行われた男子個人第22戦では小林陵侑（土屋ホーム）が今季2勝目を挙げ、これまで葛西紀明（土屋ホーム）が保持していた日本男子の通算17勝を更新する18勝目に到達、男女揃ってワールドカップ通算勝利の金字塔を同じ日に樹立した[55]。
- 25日 - 【ゴルフ】 日本女子プロゴルフ協会（以下JLPGAと表記）及びダイキン工業は、3月4日から7日まで開催予定の2021年JLPGAツアー[注 1]初戦の「第34回ダイキンオーキッドレディスゴルフトーナメント」（沖縄県南城市・琉球GC）について、1日当たり1,000名を限度として観客（ギャラリー）の入場を認めて開催することをこの日発表[56][57]。なおJLPGAツアー公式競技大会であるが、2020年に開催された全試合が無観客開催であったため、有観客で開催されるのは2019年最終戦の「LPGAツアーチャンピオンシップ リコーカップ」以来となる。
- 26日
  - 【ゴルフ】 JLPGAは楽天グループ[注 2]の特別協賛による新規大会「楽天スーパーレディース」（賞金総額8000万円）を7月29日から31日まで開催することを発表。なお最終日の7月31日は土曜日であるが、東京五輪の男子ゴルフの最終日が8月1日の日曜日となるため、1988年のツアー制度施行後初めてとなる土曜日決着となる[59]。また5月24日には開催コースを兵庫県加東市の東急グランドオークGCに決定したことを発表した。同大会は公式戦以外では初のJLPGA主催試合となる[60]。
  - 【陸上競技】 2012年ロンドン五輪男子マラソン6位入賞の中本健太郎が現役を引退しチームのコーチに就任することを所属先の安川電機が発表[61]。
- 28日 - 【陸上競技】 2022年に大阪マラソンと統合され[62]、今年が最後の開催となった第76回びわ湖毎日マラソン（滋賀県大津市・皇子山陸上競技場発着） で、鈴木健吾（富士通）が昨年3月の東京マラソンで大迫傑（ナイキ）が記録した2時間5分29秒を33秒更新する2時間4分56秒の日本記録を更新して優勝し、大会の有終の美を飾った[63]。本来なら日本記録を更新した場合は日本実業団陸上競技連合から報奨金として1億円が支給されていたが、同連合の資金不足、及び東京五輪選考レースが終了したことに伴い廃止されており、日本陸連マラソン強化戦略プロジェクトリーダーの瀬古利彦は「非常に残念。何とかならないものか」と嘆いていた[64][65]。

### 3月
- 2日 - 【陸上競技】 男子マラソンの川内優輝（あいおいニッセイ同和損害保険）が、昨年12月の防府読売マラソン（山口県防府市）で2時間20分以内で完走した回数が最多の100回に達したとしてギネス世界記録に認定されたことを発表し認定証が授与された[66]。
- 10日 - 【五輪】 オンラインで開催されたIOC総会で、現会長のトーマス・バッハの再選を決定。バッハは次期会長選挙に唯一立候補していた。二期目の会長就任のため任期は2025年までとなる[67]。
- 13日 - 【スノーボード】 アスペン（ アメリカ合衆国・コロラド州）で開催されたFIS フリースタイルスキー&スノーボード世界選手権2021 スノーボード男子ハーフパイプ（英語版）に於いて、戸塚優斗（ 日本）が3回目の試技で96.25点を記録、自身初となる世界選手権優勝を飾る。日本人選手がこの種目を制覇したのは2009年大会の青野令以来となった[68][69]。
- 15日 - 【ゴルフ】 JLPGAはこの日行った総会と理事会の正式承認により、会長の小林浩美の再選を決定。小林は会長就任6期目となる。また小林はオンライン会見の中で現在各企業などが主催者となっている大半のトーナメントについて、JLPGA主催とする意向を各企業に説明していることを明かした[70]。
- 16日 - 【プロボクシング】 JBCの倫理委員会で、所属女子選手の自宅に侵入して盗聴器（ICレコーダー）を仕掛けたとして住居侵入の疑いで3月2日に逮捕された高砂ジムの会長を逮捕された2日付けで無期限のオーナーライセンス資格停止処分にしたことを発表した[71][72]。
- 26日
  - 【陸上競技】 1947年に『金栗賞朝日マラソン』として熊本県で開始され、1959年の第13回大会から福岡市に開催場所を移し、幾多の名勝負が展開され、2020年10月にはワールドアスレティックス（世界陸連）からヘリテージ（歴史遺産）にも選出された福岡国際マラソン（平和台陸上競技場発着）が、スポンサー離れなどの影響により今年12月の第75回大会をもって終了することを日本陸連が発表した[73][74]。なお、同大会終了後は別のマラソン大会に統合することはせず、日本陸連は今後のマラソンレースについて「体系化を図り、新しい形の（選手）選考ができる方式を考えたい」としている[73]。
  - 【スキージャンプ】  ロシアで行われたワールドカップ個人女子第12戦で、高梨沙羅（クラレ）が2位に入賞し、男子のヤンネ・アホネン（ フィンランド）を抜き現役最多となる109度目の表彰台に立った[75]。

### 4月
- 3日 - 【ゴルフ】 オーガスタ・ナショナルGC（ アメリカ合衆国・ジョージア州）で開催された「第2回オーガスタ・ナショナル・女子アマチュアゴルフトーナメント（英語版）[注 3]」に於いて、日本から出場した梶谷翼（滝川第二高等学校）がプレーオフでエミリア・ミリアッチョ（英語版）（ アメリカ合衆国）を下して優勝、日本人かつアジア人として初優勝を果たした[76]。
- 7日 - 【その他】 スポーツ庁は、この日一部メディアにおいて「長官の室伏広治が血液のがんである『悪性脳リンパ腫』で闘病している」と報じたことについて、室伏名で「個人情報につき詳細は差し控える」とした上で「今後も職務を全うし、東京五輪・パラリンピックの開催に向けて全力で務める」とのコメントを発表した[77]。
- 8日 - 【テニス】 フランステニス連盟は、2021年全仏オープンの本大会開催期間について、新型コロナによるフランス国内のスポーツイベント開催規制緩和などの動きを考慮し、当初の予定から1週間繰延して5月30日から6月13日までの15日間とすることを決定し、この日、公式サイトにプレスリリースを掲示した[78][79]。
- 9日 - 【ゴルフ】 JLPGAツアー「富士フイルム・スタジオアリス女子オープン」（兵庫県三木市・花屋敷GCよかわコース）の初日は、テレビ中継を実施する読売テレビの中継スタッフから新型コロナの陽性反応者が1名確認されたため、大会初日の競技進行が大幅に遅れて14時からとなった上に、ラウンド自体も日没サスペンデッドとなり出場全選手が18ホールの競技を終えられなかった[80]。この件に関して読売テレビ取締役兼営業局長の墨田壮一が「スタッフからコロナ陽性者が出たことを重く受け止めている」と謝罪した[81]。
- 11日 - 【ゴルフ】 PGAのメジャー大会「マスターズ・トーナメント」（ アメリカ合衆国・ジョージア州 オーガスタ・ナショナルGC）最終日に於いて、松山英樹（ 日本）が通算10アンダーで優勝、アジア人及び日本人選手初となるPGAレギュラーツアーのメジャー大会制覇[注 4]を果たした[82][83]。この快挙を受け、内閣総理大臣の菅義偉は4月30日、総理大臣官邸において松山に対し内閣総理大臣顕彰を授与した[84]。
- 16日 - 【ゴルフ】 JGTOは2021年開幕戦の「東建ホームメイトカップ」（三重県桑名市・東建多度CC名古屋）大会第2日目のこの日、出場選手のひとりから新型コロナ陽性反応者が検出されたことが判明。これを受けて主催者側は直ちに出場選手や競技関係者らの大会コースへの立入禁止及び施設の消毒作業などを実施する措置を執り、かつ安全確保を期して17日に予定していた第3日目の競技中止を決定した[85][86]。なお本大会の18日の最終日の競技については決勝ラウンド18ホールとして実施することを決定。これにより通算54ホールでの試合となったため、ツアー規定により賞金は総額より25%カットされ、75%分が出場選手の取分となり、賞金ランキングに加算される[87]。
- 21日 - 【アイスホッケー】 国際アイスホッケー連盟（IIHF）とホッケーカナダは5月6日から予定されていた女子アイスホッケー世界選手権を延期することを発表。IIHFは夏の開催を目指している[88][89]。

### 5月
- 4日 - 【クリケット】 インドクリケット管理委員会（BCCI）はVivo IPLを インド国内での新型コロナの感染急拡大により無期延期を発表[90][91][92][93]。
- 7日 - 【競馬】 5月1日に アメリカ合衆国・ケンタッキー州ルイビルのチャーチルダウンズ競馬場で行われたケンタッキーダービーの優勝馬であるメディーナスピリット（牡3歳）を血液検査したところ、禁止薬物である「ベタメタゾン」（抗炎症薬）の陽性反応が出たことを複数の現地メディアが報じた。一方、管理調教師であるボブ・バファートは同馬について薬物を投与した事実はなく、皮膚病薬に当該成分が含まれていたとしてまったくの潔白であると主張[94]。後日行われた別検体での検査で再度陽性反応が示されたが[95]、結論が出ないまま12月6日にカリフォルニア州・サンタアニタ競馬場で調教後に心臓発作を起こして急死した[96]。
- 15日 - 【体操】 東京オリンピックの代表選考を兼ねた第60回NHK杯体操の女子個人総合がビッグハット（長野県長野市）で行われ、村上茉愛（日体クラブ）が3年ぶり3回目の優勝を果たし、オリンピック代表に内定。また本大会2位の畠田瞳（セントラルスポーツ）、3位の平岩優奈（NPO戸田スポーツクラブ）、4位の杉原愛子（武庫川女子大学）がオリンピックの代表に内定した[97]。
- 16日 - 【体操】 東京オリンピックの代表選考を兼ねた第60回NHK杯体操の男子個人総合がビッグハット（長野県長野市）で行われ、橋本大輝（順天堂大学）が初優勝を果たし、オリンピック代表に内定。また本大会2位の萱和磨（セントラルスポーツ）がオリンピックの代表に内定した[98]。
- 28日 - 【ゴルフ】 JLPGAツアー・リゾートトラストレディス（愛知県豊田市・セントクリークGC）の2日目に、山路晶（森六グループ）が3番ホールと7番ホールでホールインワンを達成。1日2度のホールインワンは男女問わず国内ツアーでは初。しかしこの快挙にもかかわらずスコアを伸ばすことができずに予選落ちする屈辱となったが[99][100]、その後「プロツアーでの1ラウンドでホールインワンを達成した最多数（女性）」としてギネス世界記録に認定され、12月17日に認定証が授与された[101]。

### 6月
- 6日
  - 【陸上競技】 布勢スプリント2021（鳥取県鳥取市・ヤマタスポーツパーク陸上競技場）男子100m決勝で、山縣亮太（セイコーホールディングス）がサニブラウン・アブデル・ハキーム（フロリダ大学）の日本記録（9秒97）を更新する9秒95を樹立した[102]。
  - 【体操】 日本体操協会はこの日開催された東京オリンピック体操競技の日本代表最終選考会を兼ねた第75回全日本体操種目別選手権大会（群馬県高崎市・高崎アリーナ）最終日の結果を踏まえ、男子日本代表選手を決定し、発表した。男子は団体総合代表として橋本大輝（順天堂大学）、萱和磨、谷川航（共にセントラルスポーツ）、北園丈琉（徳洲会）の4名を[103]、個人戦代表として内村航平（ジョイカル）をそれぞれ選出した[104]。
  - 【ゴルフ】 第76回全米女子オープン（ アメリカ合衆国・カリフォルニア州・オリンピックCレイクコース）最終日が行われ、畑岡奈紗（ 日本／アビームコンサルティング）と笹生優花（ 日本・ フィリピン[注 5]／ICTSI）が通算4アンダーで首位を分けたことから、日本選手による史上初の米国メジャー大会プレーオフに持ち込まれ、プレーオフ3ホール目で笹生がバーディーを奪取して優勝、アメリカ女子プロゴルフツアー初優勝を日本女子選手3人目となるメジャー大会制覇で飾った[106][107]。
- 16日
  - 【フィギュアスケート】 2015年・2016年の四大陸選手権で2年連続銅メダルを獲得するなど第一線で活躍したフィギュアスケート選手の本郷理華（中京大学）がこの日、「次の道へ進みたい」と現役引退を表明した[108]。
  - 【体操】 2013年の世界選手権（ ベルギー・アントウェルペン）で史上初となる高校生日本代表選手に選出され、また自らの名「シライ」が付く体操の新技を6種編み出し、2016年リオデジャネイロオリンピックでは男子団体金メダル獲得に貢献するなど数々の活躍を見せ“ひねり王子”の異名を取った体操選手の白井健三（日本体育大学教員）がこの日、24歳の若さで現役引退を表明[109][110]。今後は体操指導者へ転身して後進の指導・育成に当たることを明らかにした[110]。
- 19日 - 【フェンシング】 日本フェンシング協会はこの日役員改選を行い、2017年から4年間会長を務めた太田雄貴（2008年北京フルーレ個人・2012年ロンドンフルーレ団体銀メダリスト）が任期満了により退任し、新会長に武井壮（元陸上競技選手〈元十種競技日本選手権優勝者〉、タレント）が就任した[111][112]。なお、太田は現在務めている国際フェンシング連盟副会長職については任期満了まで在任することを表明している[113]。
- 25日 - 【陸上競技】 第105回日本陸上競技選手権大会（大阪府大阪市東住吉区・ヤンマースタジアム長居）で行われた男子100m決勝で多田修平（住友電工）が10秒15で初優勝、3位の山縣亮太とともに東京オリンピック同種目日本代表に内定した[114]。
- 26日 - 【自転車】 この日開幕したばかりの第108回ツール・ド・フランス第1ステージ（ フランス・ブレスト→ランデルノー、197.8 km）で道路にはみ出していたプラカードをきっかけにした大落車事故が発生。これにより数名の選手や観客が負傷、また選手1名がリタイアする事態となった。事故の発生源となったプラカードを掲げていた女は現場から逃走しており、警察当局などが行方を追っていたが30日までに逮捕された[115]。大会主催者は女を訴える方針で、また国家憲兵隊の中佐は「女の身柄を確保次第過失傷害の罪で訴追する方針である」とコメントした[116][117]。女は当初ドイツ人とみられていたが、後にフランス人であることが判明した[115]。
- 27日 - 【陸上競技】 第105回日本陸上競技選手権大会（大阪府大阪市東住吉区・ヤンマースタジアム長居）最終日の男子110mハードル決勝で泉谷駿介（順天堂大学）が日本人初の13秒0台となる13秒06の日本新記録（アジア歴代第2位）を樹立して優勝すると共に、同レースで2位入線の金井大旺（ミズノ）、3位入線の高山峻野（ゼンリン）と共に東京オリンピック同種目日本代表に内定した[118][119]。
- 28日 - 【バドミントン】 日本バドミントン協会（NBA）はこの日、本年9月28日 - 10月3日に開催を予定していた「ダイハツ・ヨネックスジャパンオープン」（BWF Super750、会場未定）について、10月第2週に男女の国際国別対抗戦「トマス杯／ユーバー杯」（ デンマーク・オーフス）が組み入れられるなど、昨年から続く新型コロナの影響を受けての世界バドミントン連盟（BWF）ワールドツアーカレンダーの大幅組み換えの煽りを受ける形で前年に続いて2年連続で開催を中止することを発表した[120][121]。

### 7月
- 1日 - 【五輪】 JOCはこの日、2020年東京オリンピック日本代表選手団の主将に山縣亮太（セイコーホールディングス／陸上競技）、副主将に石川佳純（全国農業協同組合連合会／卓球）を指名し、両人ともこれを受諾したことを発表した[122][123]。
- 2日 - 【テニス】 日本テニス協会はこの日、9月13日 - 19日に開催を予定していたWTAツアー250大会「花キューピットジャパンウイメンズオープン2021」（広島県広島市安佐南区・広島広域公園庭球場）及び10月2日 - 10日に開催を予定していたATPツアー500大会「楽天・ジャパン・オープン・テニス・チャンピオンシップス2021」（東京都江東区・有明テニスの森公園）の2大会について、日本政府による新型コロナ対策の関係上、大多数の外国人選手や関係者の入国に関わる問題点などがクリアできない事情を考慮して2020年に続いて2年連続で開催をそれぞれ中止することを発表した[124][125][126]。またWTAツアー500大会「東レ パン・パシフィック・オープン・テニストーナメント」（会場未定）主催者も同日、上記2大会と同様の理由で今年度の大会開催を中止したことを発表した[127][128]。
- 4日 - 【ゴルフ】 JLPGAは悪天候の影響で大幅に日程が変更され、7月3日と4日の2日間競技[注 6]となった「資生堂 レディスオープン」（神奈川県横浜市旭区・戸塚CC）について、当初は予選ラウンドで1アンダー・68位タイまでに入った89選手で決勝ラウンドを実施する方針であったが、最終日の天候及び日没時間を考慮して当初の設定では規定通りの競技終了[注 7]が見込めないとして、2021年度JLPGAトーナメント規約・規定の第9章第40条の規定[129] を適用して出場人数を減らすセカンドカットを実施し、2アンダー・49位タイまでの67選手により決勝ラウンドを実施した。JLPGAツアー大会に於いてセカンドカットを実施したのは2020年8月のニトリレディスゴルフトーナメント以来史上2度目となった[130]。なお、セカンドカット対象となった選手には予選ラウンド終了時順位に則った賞金が授与される[130]。→2020年のスポーツ できごとの8月30日の項も参照。
- 15日 - 【アメリカンフットボール】日本アメリカンフットボール協会（JAFA）は、2022年1月3日に開催予定の日本選手権「第75回ライスボウル」について、前年までの社会人・学生対抗形式から社会人アメリカンフットボールリーグ「Xリーグ」1部のプレーオフであるX1 Superに於いて勝ち残った上位2チームの対戦による試合形式に改めることを決定し、この日正式発表した[131][132]。→1月30日の項も参照。
- 16日 - 【ラグビー】 ジャパンラグビートップリーグは2022年1月に開幕する新リーグの概要及びクラス分けを発表。新リーグの名称は「ジャパンラグビーリーグワン」で、1部は12チーム、2部及び3部は各6チームに分けられたが、今季2部優勝の豊田自動織機シャトルズは3部に「降格」となった[133]。
- 18日 - 【ゴルフ】 JLPGAツアーの「GMOインターネット・レディース サマンサタバサグローバルカップ」（茨城県稲敷郡阿見町：イーグルポイントGC）最終日に於いて、若林舞衣子（ヨネックス）が連続85ホールノーボギーのツアー記録[注 8]を樹立。また本戦に於いても15アンダーで並んだ野澤真央（愛知製鋼）とのプレーオフを制して4年ぶりのツアー優勝を史上6人目となるママさんプロ優勝[注 9]として達成した[134]。
- 21日 - 【五輪】 東京都内で行われたIOC総会で、2032年夏季オリンピック及びパラリンピックの開催地を オーストラリア・ブリスベンに正式決定。豪州で五輪が開催されるのは1956年メルボルン・2000年シドニーに続いて3度目[135]。
- 25日 - 【五輪・柔道】 日本武道館（東京都千代田区）で行われた東京オリンピック柔道競技2日目は、男子66kg級で阿部一二三（パーク24）が、女子52kg級で阿部詩（日本体育大学）がそれぞれ金メダルを獲得、オリンピック初の兄妹同日金メダルとなった[136]。
- 26日 - 【五輪・卓球】 東京体育館（東京都渋谷区）で行われた東京オリンピック卓球競技の混合ダブルス決勝で水谷隼（木下グループ）・伊藤美誠（スターツ）組が中国ペアを下し金メダルを獲得、同競技日本勢初の金メダル獲得となった[137]。
- 28日 - 【五輪・水泳】 東京アクアティクスセンター（東京都江東区）で行われた東京オリンピック競泳競技の女子200m個人メドレー決勝で大橋悠依（イトマン東進）が優勝、25日の女子400m個人メドレーと合わせて女子競泳日本選手としてオリンピック史上初の2冠を達成した[注 10][138]。
- 29日 - 【五輪・陸上競技】 男子マラソン元日本最高記録保持者の大迫傑が自身のTwitterで、8月8日に札幌市で開催される東京五輪男子マラソンを現役生活のラストレースにすることを表明[139]。
- 30日 - 【五輪・フェンシング】 幕張メッセBホール（千葉県千葉市美浜区）で行われた東京オリンピックフェンシング競技男子エペ団体決勝で日本（加納虹輝（JAL）・見延和靖（ネクサス）・山田優（自衛隊）・宇山賢（三菱電機））がROCを下し金メダルを獲得、同競技日本勢初の金メダル獲得となった[140]。

### 8月
- 3日 - 【五輪・ボクシング】 国技館（東京都墨田区）で行われた東京オリンピックボクシング競技の女子フェザー級決勝で入江聖奈（日本体育大学）がネスティー・ペテシオ（ フィリピン）を下し金メダルを獲得、同競技日本女子初のメダル獲得かつ金メダル獲得となった[注 11][141]。
- 4日 - 【五輪・レスリング】 幕張メッセAホール（千葉県千葉市美浜区）で行われた東京オリンピックレスリング競技の女子62kg級で川井友香子（ジャパンビバレッジ）が金メダルを獲得、夏季オリンピック日本勢初の姉妹金メダリストとなった[注 12][143]。
- 5日 - 【ラグビーリーグ】 国際ラグビーリーグ連盟はこの日、10月から11月に イングランドで開催予定だったラグビーリーグワールドカップを同国の新型コロナの感染急拡大のため2022年に延期することを発表。同大会には オーストラリアと ニュージーランドが同様の理由でボイコットしていた[144]。
- 6日 - 【五輪・空手】 日本武道館で行われた東京オリンピック空手競技の男子形決勝で沖縄県出身の喜友名諒（劉衛流龍鳳会）が金メダルを獲得、これによりオリンピック日本選手の個人・団体種目（冬季含む）で全47都道府県出身の金メダリストが誕生した[145]。
- 10日 - 【五輪・ゴルフ】 JLPGAは、「2020年東京オリンピックゴルフ競技・女子」（埼玉県川越市・霞ヶ関CC）にて第2位（銀メダル）に入賞した稲見萌寧（都築電気）に対し、銀メダル報奨金として1,000万円を贈ると共に、2022年からの公式ツアー競技大会優先出場選手（シード選手）権利を5年間付与することをこの日発表した[146][147]。
- 11日 - 【ボクシング】 日本ボクシング連盟は、8月8日にTBSテレビ系列で全国放送された報道・情報番組『サンデーモーニング』内のコーナー「週刊御意見番」において、コメンテーターを務める張本勲（野球評論家）が女子ボクシングを侮辱するような発言を行ったことに対し、10日付で抗議文をTBSテレビに対して送付したことを発表。一方同局は「今回の件につきまして真摯に対応させて頂きます」とコメント[148][149]。連盟は12日に番組プロデューサー名での謝罪文を受け取ったことを明らかにし、謝罪文の中で張本は「私の発言は言葉が足らず反省しています」とのコメントが添えられていた[150]。
- 16日 - 【フィギュアスケート】 国際スケート連盟（ISU）はこの日、11月4日 - 7日に重慶（ 中国）で開催を予定していた「ISUグランプリシリーズ」中国杯について、同国内での防疫対策などの事情を勘案して大会を中止することを決定すると共に、2021/2022 ISUグランプリシリーズの日程を維持する意向から、中国杯の当初日程で代替開催地を募集することを発表した[注 13][152][153]。
- 18日 - 【自動車】 鈴鹿サーキット（三重県鈴鹿市）を運営する株式会社モビリティランドはこの日、10月8日 - 10日に同サーキットで開催が予定されていた『2021 FIA F1世界選手権シリーズ Honda 日本グランプリレース』（通称：F1日本グランプリ）について、新型コロナ問題などによりF1クルーチームなど海外からの関係者が本邦へ確実に入国できる状況が見込めないという判断から、今年の同グランプリ開催を取り止めることを決定し発表した[154][155]。
- 19日 - 【二輪】 モビリティランドはこの日、11月5日 - 7日に鈴鹿サーキットで開催が予定されていた『FIM世界耐久選手権 コカ・コーラ 鈴鹿8時間耐久ロードレース』（通称：鈴鹿8耐）について、新型コロナ問題などにより海外からの関係者が本邦へ確実に入国できる状況が見込めないことや、防疫対策上の運用の問題などで困難を伴うという判断から、今年の大会開催を取り止めることを決定し発表した[156][157][158]。
- 22日 - 【自動車】 第89回ル・マン24時間レース決勝（ フランス・ル・マン市・サルト・サーキット、1周13.626 km）で、小林可夢偉・マイク・コンウェイ・ホセ・マリア・ロペスを擁したトヨタ・GR010 HYBRID7号車が優勝。チームは4連覇、また小林にとっては悲願のル・マン初制覇となり、史上4人目となる日本人優勝者となった。一方4連覇を狙っていた中嶋一貴・セバスチャン・ブエミ・ブレンドン・ハートレイを擁した同8号車はスタート直後の接触やマシントラブルに泣かされ2位に終わった[159]。
- 24日
  - 【競泳】 リオデジャネイロオリンピック競泳男子400m個人メドレーで金メダルを獲得するなどの実績を持つ競泳選手の萩野公介（ブリヂストン）が、東京オリンピックを最後に現役を引退する意向であることが報じられた[160]。
  - 【総合】 日本スポーツ協会（JSPO）は岡山県で開催を予定していた「日本スポーツマスターズ2021岡山大会」（9月17日 - 21日）について、新型コロナ感染拡大による医療体制などの事情を勘案し、JSPO、岡山県、岡山県スポーツ協会の三社協議により大会中止を決定し、この日にJSPOの公式サイトにて告示した[161][162]。
  - 【バレーボール】 アジアバレーボール連盟（AVC）はこの日、オンライン会議による理事会を開催し、8月29日から9月5日まで フィリピンで開催予定であった「第21回アジア女子バレーボール選手権」について、「国際バレーボール連盟（FIVB）が要請した2021年9月末までの開催が困難である」として、大会を2022年に延期することを決議した。また本大会は2022年バレーボール女子世界選手権（ オランダ・ ポーランド）の予選を兼ねており、上位2チームに世界選手権出場権が付与されることになっていたが、大会開催見送りとなったことで出場国が決められないこととなったため、AVCではFIVBの指名に基づき、女子世界ランキングでアジア地区上位である日本と中国の2ヶ国に世界選手権出場権が付与されることも確認された[163][164]。
- 25日 - 【総合】 JSPO、日本障がい者スポーツ協会、文部科学省・スポーツ庁、三重県の四者はこの日、「第76回国民体育大会」及び「第21回全国障害者スポーツ大会」の2大会について、新型コロナ感染拡大による医療体制などの事情を勘案し、今年度の大会を中止することをこの日開催したオンライン協議にて決定（国民体育大会については26日のJSPO国民体育大会委員会で正式に決議）した[165][166][167]。国民体育大会の開催中止は前年度の鹿児島県大会に続いて2年連続となった[166][167]。
- 29日 - 【自動車】 F1第12戦ベルギーグランプリ（スパ・フランコルシャンサーキット）決勝は断続的な雨の影響により所定の開始時刻より25分遅れでセーフティカー先導でスタートしたが、レース続行不可能として赤旗が振られ、2時間47分の中断の後にセーフティカー先導により再スタートが切られたものの3周を終えたところで赤旗が振られてそのままレース終了となった。レースは成立したが、規定の周回数の75%を消化していないためハーフポイントレースとなった[168][169]。

### 9月
- 8日 - 【五輪】 IOCはこの日、ローザンヌ（ スイス）の本部で開催した理事会にて東京オリンピック・パラリンピックに参加しなかった朝鮮民主主義人民共和国オリンピック委員会（PRK NOC）に対して、「IOC憲章に則り、参加すべき大会に理由なく参加せず、本来果たすべきオリンピック委員会の義務を放棄した」などとして2022年12月末までの資格停止処分を科した。これにより朝鮮民主主義人民共和国は国家選手団として2022年2月に開催が予定されている「北京冬季オリンピック」に参加することは出来なくなった。なお、IOCでは朝鮮民主主義人民共和国の選手が有効な資格を持って北京冬季オリンピック出場権を得た場合には適切な対応を執るとして、個人参加の可能性については含みを残している[170][171]。
- 17日 - 【陸上競技】 東京マラソン財団はこの日行った臨時理事会で、10月17日に開催を予定していた『東京マラソン2021』を2022年3月6日に延期の上、同日に予定していた2022年大会を断念することを発表。東京都などに発令されている新型コロナによる緊急事態宣言が9月30日まで延長されたことによるもの[172]。
- 24日 - 【スケート】 2022年北京オリンピックの前哨戦として注目され、明治北海道十勝オーバル（北海道帯広市、2022年1月28日 - 30日）にて開催が予定されていた「四大陸スピードスケート選手権大会」について、ISUはこの日、新型コロナ対策や渡航安全体制への懸念などを理由に日本スケート連盟から開催中止のやむなきに至ったことが報告されたことを発表した[173][174]。
- 26日
  - 【ゴルフ】 男子プロゴルフ『パナソニックオープン』（京都府城陽市・城陽CC）最終日で、日本体育大学3年在学中のアマチュア・中島啓太が共に18アンダーで並んだ永野竜太郎とのプレーオフを制し、倉本昌弘、石川遼、松山英樹、金谷拓実に続き史上5人目となるアマチュア優勝を果たした[175]。この優勝により中島は2023年までの日本ツアーでのシード権を獲得し、その期間内でプロへの転向が可能になるが、中島は「現時点でプロに転向するつもりはない」と語った[176]。なおアマチュアが優勝したため、規定により優勝賞金2000万円は永野が獲得した[177]。
  - 【自動車】 F1第15戦ロシアグランプリ（ソチ・オートドローム）決勝で、4番グリッドからスタートしたルイス・ハミルトン（ イギリス、メルセデスAMG F1）が逆転優勝し、前人未到のF1通算100勝目を達成した[178]。

### 10月
- 3日 - 【バスケットボール】 バスケットボールの『2021年FIBA女子アジアカップ』（ ヨルダン・アンマン：プリンス・ハムザ・ホール）決勝戦の日本 対 中国戦がこの日行われ、五輪組の大半を休養のために外して若手中心のメンバーで大会に臨んだ日本女子代表が中国女子代表を相手に一進一退の攻防の末に76 - 73で勝利し、史上初となる5回連続の大会優勝を果たした[179][180]。また今大会の最優秀選手（MVP）には日本の赤穂ひまわり（デンソーアイリス）が選出された[181][182]。
- 4日 - 【フィギュアスケート】 ISUは2022年の「四大陸フィギュアスケート選手権[注 14]」について、当初の予定地であった天津（ 中国）が開催を返上したため、代替地として本来は“四大陸選手権の対象地域ではない” エストニア[注 15]を指名し、エストニアスケート連盟との折衝を得て同大会を2022年1月18日 - 23日にタリンのトンディラバ・アイス・ホール（英語版）にて開催することを正式決定したことをこの日発表した。なお、タリンでは四大陸選手権の前週にヨーロッパフィギュアスケート選手権を開催する予定であるため、ISU主催の地域別国際大会を2週連続で開催する異例の形となる[183][184]。
- 5日 - いずれも【ゴルフ】
  - JLPGA及びTOTO、毎日放送、スポーツニッポン新聞社の大会主催3社は、11月4日から4日間、滋賀県大津市の瀬田GC北コースで開催されるUSLPGA公式戦を兼ねる『TOTOジャパンクラシック』について、昨年に引き続いて新型コロナの影響によりUSLPGAツアーメンバーが来日出来ないことなどからJLPGA特別公認競技、及び単独開催として賞金総額2億2000万円、優勝賞金3300万円、さらに無観客試合で施行することを発表。参加資格については富士通レディース終了時点での賞金ランキング上位35人、及び10月12日現在のロレックスランキング上位43人が出場できる[185]。
  - USLPGAは、2015年から全日本空輸（ANA）が冠スポンサーとして開催されていたメジャー大会『ANAインスピレーション』について、2022年からアメリカの石油大手・シェブロンが新たな冠スポンサーに就任して『ザ・シェブロン選手権』に名称を変更して開催することを発表。ただしANAも大会協賛社として引き続き参加する。また2023年から大会の会場をこれまでのカリフォルニア州ランチョミラージュのミッションヒルズCCからテキサス州ヒューストン周辺のコースに移した上で開催時期も4月中旬以降に変更する[186]。
- 12日 - 【五輪・パラリンピック】 JOC・日本パラスポーツ協会[注 16]・日本パラリンピック委員会の三団体はこの日、2020年東京オリンピック・パラリンピック競技大会の応援感謝イベントとして『応援ありがとうTOKYO2020』をオンライン形式により合同で開催[注 17]。イベントではオリンピアンとパラリンピアンが垣根を超えて参加、抽選で選出された一般スポーツファンらの質問に応えたり、トークショー形式でメダリストが裏話を披露するなどした[188]。また同日にはイベントに先立ってJOC主催によるオリンピック特別賞表彰式が執り行われた[189]。
- 17日 - 【ゴルフ】 JLPGAツアーの富士通レディース最終日（決勝ラウンド、千葉県千葉市緑区・東急セブンハンドレッドクラブ西コース）は雨天中止となったが、2日目までの予選ラウンド順位で1位に勝みなみ（明治安田生命保険）と古江彩佳（富士通）の2名が並んでいたため、大会主催のJLPGAと富士通は両者による優勝決定戦（プレーオフ）のみを実施する異例の措置を執った[注 18]。決定戦は3ホールオールスコア方式（3ホールのストロークプレーを行ってスコアが良い者が勝者となる方式）で行われ、2ホール目でバーディーを奪った古江が勝を振り切って優勝すると共に、古江は史上3人目となる“プロとアマの双方で、同一プロトーナメントを制覇した選手[注 19]”として名を残すこととなった[192][193]。
- 18日 - 【ゴルフ】 2015年からJLPGAツアーに参戦し、メジャー2勝を含む通算6勝を挙げたキム・ハヌル（ 韓国）が21日から開幕する『NOBUTA GROUP マスターズGCレディース』（兵庫県三木市・マスターズGC）を最後に現役を引退することをマネジメント契約先の延田エンタープライズがこの日発表[194]。日本での最後の試合は20位タイでフィニッシュ。その後11月に韓国で1試合を消化して本格的に引退となる。今後はゴルフ関連の仕事やYouTuberなどとして活躍する予定[195]。
- 23日 - 【陸上競技】 第98回箱根駅伝予選会（東京都立川市・陸上自衛隊立川駐屯地周回コース）で、駿河台大学が8位に入り念願の本戦初出場を果たした一方[196]、9年連続出場を目指していた拓殖大学は10位の国士舘大学に55秒の差で11位となり本戦出場を逃した[197]。
- 24日
  - 【競泳】 日本を代表する競泳選手で、リオデジャネイロオリンピック競泳男子400m個人メドレーで金メダルを獲得するなど数々の栄光を手にした萩野公介（ブリヂストン）がこの日、東京都内で正式に現役引退の記者会見を開催。今後は大学院進学を目指す意向を明らかにした[198]。→8月24日の項も参照。
  - 【体操】 世界体操競技選手権（福岡県北九州市八幡東区・北九州市立総合体育館）最終日の種目別競技に於いて、女子平均台に出場した東京五輪代表の芦川うらら（静岡新聞SBS）が14.100の高得点を出して優勝し、この種目では1954年ローマ大会の田中敬子（現姓・池田）以来となる金メダルを獲得した[199]。また、同日には村上茉愛（日体クラブ）が平均台で銅メダルを獲得し[199]、女子床運動では14.006を出して2017年モントリオール大会以来となる2度目の金メダルを獲得すると同時に[200]、大会終了後に今季限りで現役を引退することを表明した[201]。
- 26日 - 【野球・栄典】 日本政府は令和3年度文化勲章受章者をこの日発表し、スポーツ界から古橋廣之進（2008年／平成20年）以来2人目、野球界から初となる受章者として長嶋茂雄（東京読売巨人軍終身名誉監督、元選手・監督）を選出したことを発表した[202]。

### 11月
- 9日・15日 - 【ゴルフ】 プロゴルファーの石川遼（CASIO）は9日、前日の8日に一部メディアに アメリカ合衆国からの帰国後に自主隔離期間中であるにもかかわらずゴルフ場でラウンドしたと報じられたことを受け、所属事務所を通じ11日から開幕するJGTOツアー「三井住友VISA太平洋マスターズ」（静岡県御殿場市・太平洋クラブ御殿場コース）の出場辞退、日本ゴルフツアー機構・ジャパンゴルフツアー選手会の副会長及び理事を辞任することを表明[203]。その後15日に東京都内で行われたJGTOの臨時理事会において、石川から提出されていた副会長及び理事の辞任届を受理すると同時に1か月のツアー出場停止処分を科した[204]。
- 14日 - 【ゴルフ】 JLPGAツアーの「伊藤園レディスゴルフトーナメント」（千葉県長生郡長南町・グレートアイランド倶楽部）最終日のこの日、首位でスタートした稲見萌寧（都築電気）が通算17アンダーで優勝し、日本人選手史上2人目となる1シーズン[注 20]9勝（年間8勝）[注 21]を挙げると共にツアー通算勝ち星を10勝目とし、宮里藍（サントリー）が持つ20歳105日の最年少記録に次ぐ22歳108日での第2位という形で年少通算二桁勝利到達を達成した[205]。
- 18日 - 【重量挙げ】 2012年ロンドン五輪銀・2016年リオ五輪銅メダリストの三宅宏実が自身の36歳の誕生日となるこの日に現役引退を発表。今後は現在所属しているいちご[注 22] のコーチとして後進の指導に当たる[206]。
- 21日 - 【パラ陸上競技】パラ陸上競技の第40回大分国際車いすマラソン（大分県大分市・大分県庁前→大分市営陸上競技場）が開催され、東京パラリンピック四冠王のマルセル・フグ（ スイス）が1時間17分47秒で優勝し、ハインツ・フライ（ スイス）が1999年の同大会で出した1時間20分14秒を2分27秒更新する世界新記録を樹立した[207][208]。また同レースで鈴木朋樹（トヨタ自動車）が1時間18分37秒で2位に入線し、洞ノ上浩太が保持していた1時間20分52秒の日本記録及びアジア記録を更新した[208]。
- 24日 - 【ゴルフ】 欧州男子ツアー「DPワールドツアー」は、2022年4月21日から4日間、茨城県小美玉市のPGM石岡GCにおいてJGTOとの共催、及び国際スポーツ振興協会（ISPS）特別協賛による新規トーナメント『ISPS HANDA 欧州・日本どっちが勝つかトーナメント!』を2024年までの契約で開催することを発表。欧州ツアーが日本で開催されるのは初めて。賞金総額は200万ドル（約2億2800万円）で獲得した賞金は両ツアーの賞金ランキングに反映・加算される[209]。
- 27日 - 【スキー】 2021-22ノルディックスキー・FISジャンプワールドカップ男子第3戦（ フィンランド・ルカ (フィンランド)（フィンランド語版））に於いて、小林陵侑（土屋ホーム）が今シーズン初勝利となる通算20勝目を挙げて自己の持つジャンプワールドカップ日本人最多優勝記録を更新すると共に、通算19勝で並んでいたノルディックスキー複合の荻原健司（北野建設、現長野市長）と現役選手の渡部暁斗（北野建設）を抜き、スキーワールドカップ日本人男子選手通算勝利数単独1位[注 23]に躍り出た[210]。
- 29日 - 【総合】 国際大学スポーツ連盟（FISU）は本年12月11日 - 21日までの12日間、ルツェルン（ スイス）で開催を予定していた2021年冬季ユニバーシアード競技大会について、アフリカ大陸南部などでのオミクロンコロナウイルスの発見など新型コロナ感染症の流行に伴うスイスの渡航制限措置などにより大会開催が不可能になったとしてこの日、大会開催を中止する決定を下したことを発表した[211][212]。
- 30日 - 【ゴルフ】 JGTO及びジャパンゴルフツアー選手会は理事会の全会一致で、今年4月に行われた米国メジャー大会「マスターズ・トーナメント」で日本人で初めて優勝の快挙を達成した松山英樹（LEXUS）に対し、新規に創設した『JGTO特別表彰』の第1号を適用して10年間のシードを付与することを発表。松山は現在JGTOのツアーメンバーではないが、メンバー登録した時点で出場資格が与えられる。ただし50歳になった時点で出場資格は喪失となる[213]。→4月11日の出来事も参照

### 12月
- 2日
  - 【スケート】 日本スケート連盟（JSF）はこの日、12月9日 - 12日に大阪府立門真スポーツセンター【東和薬品RACTABドーム】（大阪府門真市）にて開催を予定していた「2021/2022 ISUグランプリファイナル（英語: 2021–22 Grand Prix of Figure Skating Final）・ジュニアグランプリファイナル 大阪」について、オミクロンコロナウイルスの世界的感染拡大などに伴う日本政府の新規外国人入国禁止措置の発動（11月30日）を受け、出場予定選手の日本への入国が難しい情勢となったことから国際スケート連盟（ISU）と協議の上で大会の中止を決定し、公式サイトで発表した[214][215]。
  - 【バドミントン】 日本バドミントン協会は、オミクロンコロナウイルス問題に係る日本政府の水際対策強化の一環で海外帰国者の隔離待機期間の延長要請を受け、12月12日 - 19日に開催される予定の「2021年世界バドミントン選手権大会」【 スペイン・ウエルバ】に出場する渡辺勇大・東野有紗（共に日本ユニシス、2020年東京オリンピック混合ダブルス銅メダリスト）、山口茜（再春館製薬所）らの日本代表選手団がこの措置の対象となるため、12月24日 - 30日に開催される予定の第75回全日本総合バドミントン選手権大会（東京都調布市・武蔵野の森総合スポーツプラザ）に世界選手権出場組の選手らが大会出場不可能になったことを発表した[216]。
- 4日 - 【プロボクシング】 JBCは、11月12日に東京・後楽園ホールで実施予定だった日本バンタム級王者決定戦の前日計量を減量失敗による体調不良を理由に欠席し、試合をキャンセルした定常育郎（T&Tジム）に対し、11月15日付で11月11日から1年間のライセンス資格停止処分にしたと同時に、ジムのマネジャーも戒告にしたことを発表した[217]。
- 6日 - 【自動車】 日本では全日本F3やフォーミュラ・ニッポンなどで活躍し、また2008年にウィリアムズでF1参戦した経歴を持ち、さらに2018年からル・マン24時間レースで3連覇を果たした中嶋一貴が今年をもってレーシングドライバーを引退することを発表。中嶋は既に世界耐久選手権（WEC）からの撤退を発表していた。今後はTOYOTA GAZOO Racingヨーロッパ（TGR-E）副会長に就任。また後継ドライバーの育成にも携わる[218]。→8月22日の出来事も参照
- 11日 - 【スキー】 全日本スキー連盟（SAJ）はこの日、オミクロンコロナウイルス感染拡大に係る日本政府の新規外国人入国の停止や海外転戦中の日本代表選手団の一時帰国の際の隔離措置など、競技環境の深刻な影響などを理由として2022年1月に日本国内で開催される予定であった国際スキー連盟（FIS）公式競技大会のノルディックスキー・ジャンプワールドカップ（男子：2022年1月21日 - 23日／北海道札幌市中央区・大倉山ジャンプ競技場、女子：1月8日・9日／大倉山ジャンプ競技場及び1月14日・15日／山形県山形市・蔵王温泉ジャンプ競技場）の男女3大会の開催を中止することを決定し、発表した[219][220]。
- 16日 - 【陸上競技・駅伝】 今年元日に群馬県で行われた第65回全日本実業団対抗駅伝（ニューイヤー駅伝）優勝の富士通はこの日、表彰式の際に授与された優勝旗（縦106cm、横115cm）が保存ケースごと所在不明になっていることを明らかにした。優勝旗は東京都内の本社事務所で保管され、6月12日時点では所在が確認されたが、オフィスのレイアウト変更に伴い保管場所を数回変更した後、11月下旬に確認した際に所在不明となったという。同社は日本実業団陸上競技連合に12月8日に報告。16日午後には執行役員常務の平松浩樹が連合を訪れ今回の件について報告し謝罪した。連合によると今回の紛失によるペナルティはないとしているが、優勝旗の新規製作には3 - 4か月かかるという。なお連合は富士通に対し、旭化成など歴代優勝チームに対し直接謝罪するよう要望。富士通もこれに応じ、各チームと日程調整していることを言明した[221][222][223]。
- 17日
  - 【スキー】 全日本スキー連盟（SAJ）はこの日、既に大会中止を決定していたスキージャンプのFISワールドカップの男女3大会に続き、2022年2月26日・27日に開催を予定していたFISフリースタイルスキー・ワールドカップ・モーグル大会（秋田県仙北市・たざわ湖スキー場）についても開催を中止することを決定し、発表した[224][225]。→12月11日の出来事も参照。
  - 【バレーボール】 日本バレーボール協会（JVA）は、2020年1月に開催されたFIVBビーチバレーボールワールドツアー男子イラン大会に参加する予定だった日本ペアが出場キャンセルを申し入れた際に所定の手続きをせずに放置、イラン大会が東京オリンピックビーチバレーボール競技出場枠を争うポイントランキング獲得にとって重要な大会であったために、選手の出欠に必要な手続きをしなければFIVBから重いペナルティーを科される恐れがあったことから、当時のJVAビーチバレーボール担当役員が「選手に不利益を生じさせてはならない」として独断で嘘の選手診断書を作成してFIVBに提出した。これが2021年の東京オリンピック前に発覚した問題を受けて、この日のJVA臨時理事会に於いて会長の嶋岡健治が「組織のトップとして管理責任を十分に発揮しなかった」として辞任を表明。JVAでは2022年1月に予定する次回の理事会で嶋岡会長の処遇及び偽造診断書を提出した元担当役員の処分などについて協議することとしている[226]。
  - 【プロボクシング】 JBCはこの日、本年11月13日にエディオンアリーナ大阪第2競技場（大阪市浪速区）で開催された日本ユース・フェザー級タイトルマッチに於いて、王者の亀田京之介（ハラダ）が挑戦者の英洸貴（カシミ）に判定負けを喫した際、亀田が試合判定に対する不満から審判員に対して暴言を吐いた上、控室へ退場する際に観客席の椅子を蹴るなどの悪質行為を働いたため、「ボクシングの権威と信用を毀損する重大行為」であるとして亀田に対し試合当日から6ヶ月間のボクサーライセンス停止とし、また亀田が所属するハラダジム会長の原田剛志に対しても管理責任を果たさなかったとして戒告とする処分を科したことを告示した[227][228]。
- 18日 - 【プロボクシング】 2018年7月の試合後、硬膜外血腫を発症しJBCのルールに沿って引退した元世界ボクシング機構（WBO）ミニマム級王者の山中竜也（真正ジム）がこの日、エディオンアリーナ大阪第2競技場（大阪市浪速区）で行われたジム主催の興行で現役に復帰することを表明した[229]。
- 22日
  - 【フィギュアスケート】 日本女子フィギュアのエースで北京オリンピックメダル候補に挙げられていた紀平梨花（トヨタ自動車）が7月に発症した右距骨疲労骨折の回復が思わしくなく、オリンピック選考会で日本スケート連盟より出場が義務付けられていた第90回全日本フィギュアスケート選手権（さいたま市中央区・さいたまスーパーアリーナ）への出場を断念したことをこの日発表した。これにより紀平が目標としていた北京冬季オリンピックへの出場は幻と消えることとなった[注 24][230]。
  - 【陸上競技】 実業団陸上競技チームのワコールはこの日、5,000m元日本記録保持者で、トラック競技でオリンピックに3大会連続出場、2013年世界選手権モスクワ大会の女子マラソンで3位に入賞するなど日本女子長距離の第一人者として活躍した同社所属選手の福士加代子が2022年1月の「皇后盃全国都道府県対抗女子駅伝競走大会」及び「大阪ハーフマラソン」への出場を最後に競技の第一線を退くことを発表した[231]。

## アメリカンフットボール

### 米国の大会
- 第55回スーパーボウル（2月7日、フロリダ州タンパ・レイモンド・ジェームス・スタジアム）
  - タンパベイ・バッカニアーズ（NFC南地区、18季ぶり2度目） 31-9 カンザスシティ・チーフス（AFC西地区）[232]

### 日本の大会
- 第74回ライスボウル（1月3日、東京都文京区・東京ドーム）
  - オービックシーガルズ（社会人代表、7年ぶり8度目） 35-18 関西学院大学ファイターズ（学生代表）[233]
- 第76回毎日甲子園ボウル（12月19日、兵庫県西宮市・阪神甲子園球場）
  - 関西学院大学ファイターズ（西日本代表、4年連続32度目） 47-7 法政大学オレンジ（東日本代表）[234]

## ボートレース
SG・プレミアムGI【PGI】・レディースオールスター・レディースチャレンジカップ競走・賞金女王シリーズ戦の優勝者についてのみまとめるものとする。
| グレード | 競走名                                                                 | 開催競艇場 | 期間                                            | 優勝者                                            |
| -------- | ---------------------------------------------------------------------- | ---------- | ----------------------------------------------- | ------------------------------------------------- |
| GII      | 第5回レディースオールスター                                            | 芦屋       | 2月23日 - 28日                                  | 小野生奈（福岡）                                  |
| SG       | 第56回鳳凰賞競走（ボートレースクラシック）                             | 福岡       | 3月23日 - 28日                                  | 石野貴之（大阪）                                  |
| PGI      | 第22回名人戦競走（マスターズチャンピオン）                             | 下関       | 4月20日 - 25日                                  | 原田幸哉（長崎）                                  |
| SG       | 第48回笹川賞競走（ボートレースオールスター）                           | 若松       | 5月25日 - 31日（初日中止・会期1日順延）         | 峰竜太（佐賀）                                    |
| SG       | 第31回グランドチャンピオン決定戦競走（グランドチャンピオン）           | 児島       | 6月22日 - 27日                                  | 前本泰和（広島）                                  |
| SG       | 第26回オーシャンカップ競走                                             | 芦屋       | 7月20日 - 25日                                  | 濱野谷憲吾（東京）                                |
| PG1      | 第35回女子王座決定戦競走（レディースチャンピオン）                     | 浜名湖     | 8月4日 - 10日 【6日目台風9号のため中止1日順延】 | 遠藤エミ（滋賀）                                  |
| SG       | 第67回モーターボート記念競走（ボートレースメモリアル）                 | 蒲郡       | 8月24日 - 29日                                  | 原田幸哉（長崎）                                  |
| PG1      | 第8回ヤングダービー競走（ヤングダービー）                              | 徳山       | 9月21日 - 26日                                  | 羽野直也（福岡）                                  |
| SG       | 第68回全日本選手権競走（ボートレースダービー）                         | 平和島     | 10月26日 - 31日                                 | 平本真之（愛知）                                  |
| GII      | 第8回レディースチャレンジカップ競走                                    | 多摩川     | 11月23日 - 28日                                 | 遠藤エミ（滋賀）                                  |
| SG       | 第24回チャレンジカップ競走                                             | 多摩川     | 11月23日 - 28日                                 | 辻栄蔵（広島）                                    |
| PGI      | 第3回ボートレースバトルチャンピオントーナメント競走（BBCトーナメント） | 鳴門       | 12月4日 - 7日                                   | 丸野一樹（滋賀）                                  |
| SG GP    | 第36回賞金王決定戦競走（ボートレースグランプリ）                       | 住之江     | 12月14日 - 19日                                 | シリーズ 新田雄史（三重） 決定戦 瓜生正義（福岡） |
| GⅢ PGI   | 第10回賞金女王決定戦競走（クイーンズクライマックス）                   | 福岡       | 12月26日 - 31日                                 | シリーズ 松尾夏海（香川） 決定戦 田口節子（岡山） |

## テニス

### 東京オリンピック
- 東京オリンピックのテニス競技（7月24日 - 8月1日、東京都江東区・有明テニスの森公園）
  - 男子シングルス優勝：アレクサンダー・ズベレフ（ ドイツ）（初優勝）[252]
  - 女子シングルス優勝：ベリンダ・ベンチッチ（ スイス）（初優勝）[253]
  - 男子ダブルス優勝：ニコラ・メクティッチ（ クロアチア）&マテ・パビッチ（ クロアチア）（初優勝）[254]
  - 女子ダブルス優勝：バルボラ・クレイチーコバー（ チェコ）&カテジナ・シニアコバー（ チェコ）（初優勝）[254]
  - 混合ダブルス優勝：アナスタシア・パブリュチェンコワ（ROC）&アンドレイ・ルブレフ（ROC）（初優勝）[254]

### グランドスラム
- 全豪オープン（2月8日 - 21日）
  - 男子シングルス優勝：ノバク・ジョコビッチ（ セルビア）（3年連続9回目）[255]
  - 女子シングルス優勝：大坂なおみ（ 日本）（2年ぶり2回目）[256]
  - 男子ダブルス優勝：イワン・ドディグ（ クロアチア）&フィリップ・ポラセック（ スロバキア）（初優勝）[257]
  - 女子ダブルス優勝：エリーズ・メルテンス（ ベルギー）&アリーナ・サバレンカ（ ベラルーシ）（初優勝）[258]
  - 混合ダブルス優勝：バルボラ・クレイチコバ（ チェコ）&ラジーブ・ラム（ アメリカ合衆国）（2年ぶり2回目）[259]
- 全仏オープン（5月30日 - 6月13日）
  - 男子シングルス優勝：ノバク・ジョコビッチ（ セルビア）（5年ぶり2回目）[260]
  - 女子シングルス優勝：バルボラ・クレイチコバ（ チェコ）（初優勝）[261]
  - 男子ダブルス優勝：ピエール＝ユーグ・エルベール&ニコラ・マユ（ フランス）（3年ぶり2回目）[262]
  - 女子ダブルス優勝：バルボラ・クレイチコバ&カテリナ・シニアコバ（ チェコ）（3年ぶり2回目）[263]
  - 混合ダブルス優勝：デザレー・クラブチェク（ アメリカ合衆国）&ジョー・ソールズベリー（ イギリス）（初優勝）[264]
- ウィンブルドン選手権（6月28日 - 7月11日）
  - 男子シングルス優勝：ノバク・ジョコビッチ（ セルビア）（3大会連続6回目）[265]
  - 女子シングルス優勝：アシュリー・バーティ（ オーストラリア）（初優勝）[266]
  - 男子ダブルス優勝：ニコラ・メクティッチ&マテ・パビッチ（ クロアチア）（初優勝）[267]
  - 女子ダブルス優勝：謝淑薇（ 台湾）&エリーズ・メルテンス（ ベルギー）（初優勝）[268]
  - 混合ダブルス優勝：ニール・スクプスキ（ イギリス）&デザレー・クラブチェク（ アメリカ合衆国）（初優勝）[269]
- 全米オープン（8月30日 - 9月12日）
  - 男子シングルス優勝：ダニール・メドベージェフ（ ロシア）（初優勝）[270]
  - 女子シングルス優勝：エマ・ラドゥカヌ（ イギリス）（初優勝）[271]
  - 男子ダブルス優勝：ラジーブ・ラム（ アメリカ合衆国）&ジョー・ソールズベリー（ イギリス）（初優勝）[272]
  - 女子ダブルス優勝：サマンサ・ストーサー（ オーストラリア）&張帥（ 中華人民共和国）（初優勝）[273]
  - 混合ダブルス優勝：デザレー・クラブチェク（ アメリカ合衆国）&ジョー・ソールズベリー（ イギリス）（初優勝）[274]

## 卓球
- 全日本卓球選手権大会（1月11日 - 17日、大阪府大阪市港区・丸善インテックアリーナ大阪）
  - 男子シングルス優勝：及川瑞基（木下グループ）〈初優勝〉[275]
  - 女子シングルス優勝：石川佳純（全農）〈5年ぶり5回目〉[276]

※新型コロナウイルス感染症対策の為、男女ダブルスと混合ダブルスは実施せず。

## バドミントン
- 第75回全日本総合バドミントン選手権大会（12月24日 - 30日、東京都調布市・武蔵野の森総合スポーツプラザ）
  - 男子シングルス優勝：田中湧士（日本大学）〈初優勝〉[277]
  - 女子シングルス優勝：奥原希望（太陽ホールディングス）〈3年連続5回目〉[278]
  - 男子ダブルス優勝：高野将斗&玉手勝輝（日立情報通信エンジニアリング）〈初優勝〉[278]
  - 女子ダブルス優勝：保原彩夏&宮浦玲奈（ヨネックス）〈初優勝〉[278]
  - 混合ダブルス優勝：緑川大輝（早稲田大学）&齋藤夏（ACT SAIKYO）〈初優勝〉[278]

## 柔道

### 日本国内
- 令和3年 全日本柔道選手権大会（12月26日、講道館）
  - 優勝: 太田彪雅（推薦・旭化成）（初優勝）[279]
- 第36回 皇后盃全日本女子柔道選手権大会（12月25日、講道館）
  - 優勝: 田中志歩（東京・JR東日本）（初優勝）[280]

## カーリング

### 日本国内
- 第38回日本カーリング選手権大会（2月7日 - 14日、北海道稚内市・稚内市みどりスポーツパーク）[注 25]
  - 男子決勝: 北海道コンサドーレ札幌 9-7 常呂ジュニア（3年連続3回目）[282]
  - 女子決勝: 北海道銀行フォルティウス 7-6 ロコ・ソラーレ（6年ぶり2回目）[283]

## 体操
- 第75回全日本体操競技個人総合選手権大会（4月15日 - 18日、群馬県高崎市・高崎アリーナ）
男子個人総合優勝: 橋本大輝（順天堂大学）173.365（初優勝）[284]
女子個人総合優勝: 村上茉愛（日体クラブ）112.564（2年連続5回目）[285]
- 第60回NHK杯体操選手権（5月15日・16日、長野県長野市・ビッグハット）
男子優勝: 橋本大輝（順天堂大学）259.530【全日本との合計】（初優勝）[286]
女子優勝: 村上茉愛（日体クラブ）168.030【全日本との合計】（3年ぶり3回目）[287]

## ラグビー

### 第58回日本選手権
- 第58回日本ラグビーフットボール選手権大会兼ジャパンラグビートップリーグ2021プレーオフトーナメント決勝（5月23日、東京都港区・秩父宮ラグビー場）
  - パナソニック ワイルドナイツ（5年ぶり6度目） 31-26 サントリーサンゴリアス[288]

### 日本の学生ラグビー
- 第100回全国高等学校ラグビーフットボール大会・決勝（1月9日、大阪府東大阪市・東大阪市花園ラグビー場）
  - 桐蔭学園高等学校（神奈川県代表、2年連続3回目の優勝、単独優勝は2回目） 32-15 京都成章高等学校（京都府代表）[289]
- 第57回全国大学ラグビーフットボール選手権大会・決勝（1月11日、東京都新宿区・国立競技場）
  - 天理大学（初優勝） 55-28 早稲田大学[11]

## ボクシング

### 日本のジム所属選手の世界戦
| 開催日   | 会場                                                                                  | タイトル種別                               | 統括団体 | 対戦者                                 | 結果             | 対戦者                                                                |
| -------- | ------------------------------------------------------------------------------------- | ------------------------------------------ | -------- | -------------------------------------- | ---------------- | --------------------------------------------------------------------- |
| 1月30日  | コスタリカ・エレディア                                                                | IBF女子世界ミニマム級 タイトルマッチ       | IBF      | 葉月さな （1位/YuKOフィットネス）      | ★判定0-3☆        | ヨカスタ・バジェ （王者/ コスタリカ）                                 |
| 3月13日  | アメリカ合衆国・テキサス州ダラス アメリカン・エアラインズ・センター                   | WBA世界ライトフライ級 タイトルマッチ       | WBA      | 京口紘人 （王者/ワタナベ）             | ☆5回1分32秒TKO★  | アクセル・アラゴン・ベガ （10位/ メキシコ）                           |
| 3月18日  | 東京都文京区 後楽園ホール                                                             | IBF女子世界アトム級 タイトルマッチ         | IBF      | 花形冴美 （王者/花形）                 | △判定0-1△        | 松田恵里 （6位/TEAM10COUNT）                                          |
| 4月3日   | ウズベキスタン・タシュケント ヒューモアリーナ                                         | IBF・WBA世界スーパーバンタム級 王座統一戦  | IBF/WBA  | 岩佐亮佑 （IBF暫定王者/セレス）        | ★5回1分30秒TKO☆  | ムロジョ・アフダマリエフ （IBF正規・WBAスーパー王者/ ウズベキスタン） |
| 4月4日   | 大阪府堺市北区 堺市産業振興センター                                                   | WBO女子世界ライトフライ級 タイトルマッチ   | WBO      | 天海ツナミ （王者/山木）               | ☆判定3-0★        | 緒方汐音 （寝屋川石田）                                               |
| 4月24日  | 大阪府大阪市浪速区 エディオンアリーナ大阪第1競技場                                    | WBC世界ライトフライ級 タイトルマッチ       | WBC      | 寺地拳四朗 （王者/B.M.B）              | ☆判定3-0★        | 久田哲也 （1位/ハラダ）                                               |
| 5月8日   | アメリカ合衆国・テキサス州アーリントン AT&Tスタジアム                                 | WBO世界ライトフライ級 タイトルマッチ       | WBO      | 高山勝成 （11位/寝屋川石田）           | ★9回2分44秒TKO☆  | エルウィン・ソト （王者/ メキシコ）                                   |
| 6月19日  | アメリカ合衆国・ネバダ州ラスベガス ヴァージン・ホテルズ                               | WBA・IBF世界バンタム級 タイトルマッチ      | WBA/IBF  | 井上尚弥 （WBAスーパー・IBF王者/大橋） | ☆3回2分45秒TKO★  | マイケル・ダスマリナス （IBF1位/ フィリピン）                         |
| 6月29日  | 東京都文京区 後楽園ホール                                                             | WBO女子世界スーパーフライ級 タイトルマッチ | WBO      | 奥田朋子 （王者/ミツキ）               | ★判定1-2☆        | 吉田実代 （三迫）                                                     |
| 7月9日   | アメリカ合衆国・カリフォルニア州ロサンゼルス バンク・オブ・カリフォルニア・スタジアム | WBO女子世界ライトフライ級 タイトルマッチ   | WBO      | 天海ツナミ （王者/山木）               | ★判定0-3☆        | セニエサ・エストラーダ （ アメリカ合衆国）                            |
| 7月9日   | アメリカ合衆国・カリフォルニア州ロサンゼルス バンク・オブ・カリフォルニア・スタジアム | WBA女子世界フライ級 タイトルマッチ         | WBA      | 藤岡奈穂子 （王者/竹原&畑山）          | ☆判定2-0★        | スレム・ウルビナ （ メキシコ）                                        |
| 9月1日   | 東京都大田区 大田区総合体育館                                                         | WBO世界スーパーフライ級 タイトルマッチ     | WBO      | 井岡一翔 （王者/志成）                 | ☆判定3-0★        | フランシスコ・ロドリゲス・ジュニア （2位/ メキシコ）                  |
| 9月10日  | アメリカ合衆国・アリゾナ州ツーソン カジノ・デル・ソル・リゾート・ツーソン             | WBO世界フライ級 タイトルマッチ             | WBO      | 中谷潤人 （王者/M.T）                  | ☆4回30秒TKO★     | アンヘル・アコスタ （1位/ プエルトリコ）                              |
| 9月22日  | 京都府京都市右京区 京都市体育館                                                       | WBC世界ライトフライ級 タイトルマッチ       | WBC      | 寺地拳四朗 （王者/B.M.B）              | ★10回2分59秒TKO☆ | 矢吹正道 （1位/緑）                                                   |
| 10月23日 | 韓国・京畿道安山市                                                                    | WBO女子世界ミニマム級 タイトルマッチ       | WBO      | 多田悦子 （王者/真正）                 | ★判定0-3☆        | ティ・トゥ・ニ・グエン · （ ベトナム）                                |
| 11月27日 | アメリカ合衆国・ニューヨーク州ニューヨーク マディソン・スクエア・ガーデン             | IBF世界スーパーフェザー級 王座決定戦       | IBF      | 尾川堅一 （3位/帝拳）                  | ☆判定3-0★        | アジンガ・フジレ （2位/ 南アフリカ共和国）                            |
| 12月14日 | 東京都墨田区 両国国技館                                                               | WBO世界ミニマム級 タイトルマッチ           | WBO      | 谷口将隆 （1位/ワタナベ）              | ☆11回1分8秒TKO★  | ウィルフレッド・メンデス （王者/ プエルトリコ）                       |
| 12月14日 | 東京都墨田区 両国国技館                                                               | WBA・IBF世界バンタム級 タイトルマッチ      | WBA/IBF  | 井上尚弥 （WBAスーパー・IBF王者/大橋） | ☆8回2分34秒TKO★  | アラン・ディパエン （WBA10位・IBF5位/ タイ）                          |
| 12月31日 | 東京都大田区 大田区総合体育館                                                         | WBO世界スーパーフライ級 タイトルマッチ     | WBO      | 井岡一翔 （王者/志成）                 | ☆判定3-0★        | 福永亮次 （6位/角海老宝石）                                           |

## モータースポーツ（自動車）
- 第89回ル・マン24時間レース決勝（8月21日・22日、 フランスル・マン市・サルト・サーキット／1周13.626 km）[310][311]
  - 総合優勝・HYPER CARクラス優勝：トヨタ・GR010 HYBRID 7号車（小林可夢偉・マイク・コンウェイ・ホセ・マリア・ロペス） 371周
  - LMP2クラス優勝：オレカ07・ギブソン 31号車 363周
  - LMP2ProAmクラス優勝：オレカ07・ギブソン 21号車 356周
  - LMGTEProクラス優勝：フェラーリ488 GTE Evo 51号車 345周
  - LMGTEAmクラス優勝：フェラーリ488 GTE Evo 83号車 340周
    - 当初は6月12日・13日の決勝を予定していたが、主催者のフランス西部自動車クラブ（ACO）が「有観客開催の実現可能性を見出すため」として開催日を延期した[312]。
- FIA F1世界選手権シリーズ
  - ドライバーズ・チャンピオン：マックス・フェルスタッペン（ オランダ、レッドブル・ホンダ、395.5ポイント、初）[313]
  - コンストラクターズ・チャンピオン：メルセデスAMG F1（613.5ポイント、8年連続8度目）[313]

## ゴルフ
※公式戦とオリンピックのみ記載。

### 東京オリンピック
- 東京オリンピック（男子：7月29日 - 8月1日・女子：8月4日 - 7日、埼玉県川越市・霞ヶ関CC/男子7447Yards, Par71・女子6648Yards, Par71）
  - 男子金メダル：ザンダー・シャウフェレ（ アメリカ合衆国） -18（266）[314]
    - 日本勢最高は松山英樹の-15（269）で4位タイ[314]

  - 女子金メダル：ネリー・コルダ（ アメリカ合衆国） -17（267）[315]
    - 日本勢最高は稲見萌寧の-16（268）で銀メダル[315]

### 全米プロゴルフ協会（PGA）
- マスターズ・トーナメント（4月8日 - 11日、ジョージア州オーガスタ・オーガスタ・ナショナルGC/7475Yards, Par72）
  - 優勝：松山英樹（ 日本） -10（278）※アジア人及び日本人選手初の大会優勝[82][83]
- 第103回全米プロゴルフ選手権（5月20日 - 23日、サウスカロライナ州キアワ・アイランド・キアワ・アイランド・ゴルフリゾート オーシャンコース/7876Yards, Par72）
  - 優勝：フィル・ミケルソン（ アメリカ合衆国） -6（282）※本大会16年ぶり2度目の優勝、また50歳11か月7日のメジャー最年長優勝記録を更新[316]
    - 日本勢で唯一予選を通過した松山英樹は+1（289）で23位タイ[316]
- 第121回全米オープン（6月17日 - 20日、カリフォルニア州ラホヤ・トーリーパインズGCサウスコース/7652Yards, Par71）
  - 優勝：ジョン・ラーム（ スペイン） -6（278）※メジャー初制覇[317]
    - 日本勢で予選を通過した松山英樹と星野陸也は共に+3（287）で26位タイ[317]
- 第149回全英オープン（7月15日 - 18日、 イングランドケント州サンドウィッチ・ロイヤルセントジョージズGC/7189Yards, Par70）
  - 優勝：コリン・モリカワ（ アメリカ合衆国） -15（265）※今大会初優勝（メジャー2勝目）[318]
    - 日本勢で唯一予選を通過した木下稜介は+2（282）で59位タイ[318]

### 全米女子プロゴルフ協会（USLPGA）
- ANAインスピレーション（4月1日 - 4日、カリフォルニア州ランチョミラージュ・ミッションヒルズCC/6763Yards, Par72）
  - 優勝：パティ・タバタナキット（英語版）（ タイ） -18（270）※ツアー初優勝がメジャー大会の快挙[319]
    - 日本勢最高は河本結の-4（284）で28位タイ[319]
- 第76回全米女子オープン（6月3日 - 6日、カリフォルニア州サンフランシスコ・オリンピッククラブレイクコース/6486Yards, Par71）
  - 優勝：笹生優花（ フィリピン） -4（280） ※畑岡奈紗（ 日本）とのプレーオフを制してメジャー初制覇、日本勢として女子3人目の快挙[107][320]。
- 第67回KPMG女子PGA選手権（6月24日 - 27日、ジョージア州アトランタ・アトランタ・アスレチックC/6740Yards, Par72）
  - 優勝：ネリー・コルダ（ アメリカ合衆国） -19（269）※メジャー初制覇[321]
    - 日本勢で予選を通過した笹生優花は-3（285）で21位タイ、渋野日向子は+1（289）で40位タイ[321]
- アムンディ・エビアン選手権（7月22日 - 25日、 フランス・エビアンリゾートGC/6523Yards, Par71）
  - 優勝：ミンジー・リー（英語版）（ オーストラリア） -18（266） ※李晶恩（イ・ジョンウン6、 韓国）とのプレーオフを制してメジャー初制覇[322]
    - 日本勢で予選を通過した古江彩佳が-15（269）で4位に入り来季本大会の出場権獲得。またアマチュアの梶谷翼は-2（282）で48位タイ[322]
- 第45回AIG女子オープン（8月19日 - 22日、 スコットランド・カーヌスティGL/6850Yards, Par72）
  - 優勝：アンナ・ノルドクビスト（英語版）（ スウェーデン） -12（276）※今大会初優勝（メジャー3勝目）[323]
    - 日本勢最高は古江彩佳の-5（283）で20位タイ[323]

### 日本ゴルフツアー機構（JGTO）
- 賞金王
  - チャン・キム（ アメリカ合衆国） 1億2759万9803円（初）[324]
- 第21回日本ゴルフツアー選手権（6月3日 - 6日、茨城県笠間市・宍戸ヒルズCC西コース/7387Yards, Par71）
  - 優勝：木下稜介（ 日本） -14（270）※ツアー初優勝が日本男子メジャー大会の快挙[325]
- 第88回日本プロゴルフ選手権大会（7月1日 - 4日、栃木県日光市・日光CC/7236Yards, Par71）
  - 優勝：金成玹（キム・ソンヒョン、 韓国） -13（271）※ツアー初優勝が日本男子メジャー大会の快挙[326]
    - 日本勢最高は稲森佑貴と池田勇太の-12（272）で2位タイ[326]
      - 本来は2020年7月2日から4日間の日程で開催予定だったが、コロナ感染拡大の影響で一時開催見送りとなった[327]。
- 第86回日本オープンゴルフ選手権競技（10月14日 - 17日、滋賀県栗東市・琵琶湖CC 琵琶湖・三上コース/6986Yards, Par71）
  - 優勝：ショーン・ノリス（英語版）（ 南アフリカ共和国） -19（265）※今大会初制覇（日本男子メジャー2勝目）[328]
    - 日本勢最高は池田勇太の-15（269）で2位[328]
- 第58回ゴルフ日本シリーズ（12月2日 - 5日、東京都稲城市・東京よみうりCC/7023Yards, Par70）
  - 優勝：谷原秀人（ 日本） -12（268）※今大会初制覇（日本男子メジャー2勝目）[329]

### 日本女子プロゴルフ協会（JLPGA）
- 賞金女王
  - 稲見萌寧（ 日本・都築電気） 2億5519万2049円（初）[330]
- 第48回ワールドレディスチャンピオンシップ（5月6日 - 9日、茨城県つくばみらい市・茨城GC東コース/6630Yards, Par72）
  - 優勝：西村優菜（ 日本・スターツ） -14（274）※日本女子メジャー初制覇[331]
- 第54回日本女子プロゴルフ選手権大会（9月9日 - 12日、茨城県常陸大宮市・静ヒルズCC/6680Yards, Par72）
  - 優勝：稲見萌寧 -19（269） ※日本女子メジャー初制覇[332]
- 第54回日本女子オープンゴルフ選手権競技（9月30日 - 10月4日、栃木県那須烏山市・烏山城CC 二の丸・三の丸コース/6550Yards, Par71）
  - 優勝：勝みなみ（ 日本・明治安田生命保険） -14（270） ※日本女子メジャー初制覇[333]
    - 本来は10月3日が最終日の予定だったが、台風16号接近の影響により10月1日の競技がキャンセルとなったため、予備日の4日決着となった[334]。
- 第43回JLPGAツアーチャンピオンシップ（11月25日 - 28日、宮崎県宮崎市・宮崎CC/6543Yards, Par72）
  - 優勝：三ヶ島かな（ 日本・ランテック） -11（277） ※プロ初優勝が日本女子メジャー初制覇の快挙[330][335]

## 陸上競技

### マラソン

#### 東京オリンピック
- 2020年東京オリンピック・マラソン競技（男子・8月8日、女子・8月7日、北海道札幌市中央区・大通公園発着）
  - 男子金メダル：エリウド・キプチョゲ（ ケニア） 2時間08分38秒[336]
  - 日本勢最高：大迫傑（NIKE） 2時間10分41秒（6位）[336]
  - 女子金メダル：ペレス・ジェプチルチル（ ケニア） 2時間27分20秒[337]
  - 日本勢最高：一山麻緒（ワコール） 2時間30分13秒（8位）[337]

#### 男子
- 第76回びわ湖毎日マラソン（2月28日、滋賀県大津市・皇子山陸上競技場発着）
  - 優勝：鈴木健吾（富士通） 2時間4分56秒（日本新記録かつ大会新記録をマークして大会初優勝）[63][338]
    - できごと節で触れた通り、2022年に大阪マラソンと統合されるため今回で最後となった[62]。
- 第75回福岡国際マラソン（12月5日、福岡県福岡市中央区・平和台陸上競技場発着）
  - 優勝：マイケル・ギザエ（ ケニア/スズキ） 2時間07分51秒（初優勝）
    - 日本勢最高：細谷恭平（黒崎播磨） 2時間08分16秒（2位・マラソングランドチャンピオンシップ（MGC）出場権獲得）[339]

#### 女子
- 第40回大阪国際女子マラソン（1月31日、大阪府大阪市東住吉区・長居公園周回コース上スタート→ヤンマースタジアム長居フィニッシュ）
  - 優勝：一山麻緒（ワコール） 2時間21分11秒（大会新記録・大会初優勝）[340]
- 名古屋ウィメンズマラソン2021（3月14日、愛知県名古屋市東区・バンテリンドーム ナゴヤ[注 27]前スタート→バンテリンドーム ナゴヤ内フィニッシュ） 
  - 優勝：松田瑞生（ダイハツ） 2時間21分51秒（大会初優勝）[342]

### 駅伝

#### 男女混合
- 第1回全国招待大学対校男女混合駅伝競走大会（3月21日、大阪府大阪市東住吉区・長居公園周回コース上スタート→ヤンマースタジアム長居フィニッシュ/6区間・20.0 km）
  - 優勝：順天堂大学 1時間1分53秒（初優勝）[343]
    - 本来は2月21日開催予定だったが、新型コロナによる緊急事態宣言延長により1か月延期して開催された。

#### 男女同日開催
- 男子第72回・女子第33回全国高等学校駅伝競走大会（12月26日、京都府京都市右京区・たけびしスタジアム京都発着/男子7区間・42.195 km/女子5区間・21.0975 km）
  - 男子優勝：広島県立世羅高等学校（広島県） 2時間1分21秒（2年連続11度目）[344]
  - 女子優勝：仙台育英学園高等学校（宮城県） 1時間7分16秒（2年ぶり5度目）[345]

#### 男子
- 第65回全日本実業団対抗駅伝競走大会（1月1日、群馬県前橋市・群馬県庁前発着/7区間・100.0 km）
  - 優勝：富士通（東日本地区・千葉県） 4時間48分52秒（12年ぶり3度目）[346]
- 第97回東京箱根間往復大学駅伝競走（1月2日・3日、東京都千代田区・読売新聞ビル前⇔神奈川県足柄下郡箱根町・芦ノ湖往復/往路5区間・107.5 km/復路5区間・109.6 km）
  - 総合優勝：駒澤大学 10時間56分04秒（13年ぶり7度目）[347]
  - 往路優勝：創価大学 5時間28分08秒（往路初優勝）[348]
  - 復路優勝：青山学院大学 5時間25分33秒（2年ぶり6度目）[349]
- 第33回出雲全日本大学選抜駅伝競走（10月10日、島根県出雲市・出雲大社正面鳥居前スタート→出雲ドーム前フィニッシュ/6区間・45.1 km）
  - 優勝：東京国際大学 2時間12分10秒（初優勝）[350]
- 第53回秩父宮賜杯全日本大学駅伝対校選手権大会（11月7日、愛知県名古屋市熱田区・熱田神宮西門前スタート→三重県伊勢市・伊勢神宮内宮宇治橋前フィニッシュ/8区間・106.8 km）
  - 優勝：駒澤大学 5時間12分58秒（2年連続14度目）[351]

#### 女子
- 第39回全日本大学女子駅伝対校選手権大会（10月31日、宮城県仙台市宮城野区・仙台市陸上競技場（弘進ゴム アスリートパーク仙台）スタート→同市青葉区・仙台市役所前市民広場フィニッシュ/6区間・38.1 km）
  - 優勝：名城大学 2時間02分59秒（5年連続6度目）[352]
- 第41回全日本実業団対抗女子駅伝競走大会（11月28日、宮城県宮城郡松島町・松島町文化観光交流館前スタート→仙台市宮城野区・仙台市陸上競技場（弘進ゴム アスリートパーク仙台）フィニッシュ/6区間・42.195 km）
  - 優勝：積水化学（千葉県） 2時間13分3秒（初優勝・大会新記録）[353]
- 第16回全日本大学女子選抜駅伝競走大会（12月30日、静岡県富士宮市・富士山本宮浅間大社前スタート→富士市・富士総合運動公園陸上競技場フィニッシュ/7区間・43.4 km）
  - 優勝：名城大学 2時間22分24秒（4年連続10度目）[354][355]

## 死去

### 1月
- 2日 - クレーベル・エドゥアルド・アラード（ ブラジル、サッカー〈1997年に京都パープルサンガに所属〉、* 1972年）[356]
- 3日 - 中野尚弘（佐賀県、バレーボール（1964年東京五輪銅メダリストの一人。1984年ロサンゼルス五輪男子日本代表監督を歴任）、* 1940年）[357]
- 5日 - ボブ・ブレット（英語版）（ オーストラリア、テニス（コーチとして松岡修造らを指導。2003年からデビス杯日本代表スーパーバイザーを務める）、* 1953年）[358]
- 7日 - トミー・ラソーダ （ アメリカ合衆国、野球〈元ロサンゼルス・ドジャース監督、MLBワールドシリーズ優勝2回、2000年シドニー五輪同国代表監督、2006年にアメリカ野球殿堂入り〉、* 1927年）[359][360]
- 10日 - ユベール・オリオール（ フランス[注 28]、モータースポーツ（ダカール・ラリーで史上初めて二輪と四輪の両方を制した人物。現役引退後はアモリ・スポル・オルガニザシオン（ASO）のレースディレクターとして活躍）、* 1952年）[361]
- 11日 - ダヴィド・ハハレイシヴィリ（ ジョージア[注 29]、柔道（1992年バルセロナ五輪95kg超級金メダリスト。決勝で小川直也に勝利。また総合格闘技にも出場した経験を持つ）、* 1971年）[362]
- 18日
  - チャック・ミルズ（ アメリカ合衆国、アメリカンフットボール（指導者として日本のアメリカンフットボール普及に尽力。教え子に伊角富三、鳥内秀晃ら。日本アメリカンフットボール殿堂入りも果たす）、* 1928年）[363]
  - ドン・サットン（ アメリカ合衆国、野球（投手。ロサンゼルス・ドジャース・ロサンゼルス・エンゼルスなどで活躍。通算324勝。ドジャースで付けていた背番号20は永久欠番。1998年にアメリカ野球殿堂入り）、* 1945年）[364]
- 19日 - 長岡三重子（山口県、水泳（2015年に1500メートル自由形で史上最高齢（当時100歳）で完泳を果たす。2019年には国際水泳連盟公認の大会で最高齢（当時105歳）出場記録を更新）、* 1914年）[365]
- 22日 - ハンク・アーロン（ アメリカ合衆国、野球（外野手。ミルウォーキー・ブレーブス（現・アトランタ・ブレーブス）で活躍。MLB史上最多2297打点、歴代2位の755本塁打、また引退するまで23年連続2桁本塁打を記録。引退後はブレーブス副会長などを歴任。1982年にアメリカ野球殿堂入り）、* 1934年）[366]
- 26日 - 千葉功（東京都、野球（1954年からプロ野球パシフィック・リーグ公式記録員として通算1810試合を担当。1975年から1995年まで記録部長。また1961年から56年間にわたり『週刊ベースボール』誌面で「記録の手帳」を執筆）、* 1935年）[367]
- 29日 - 花田茂廣（青森県、大相撲〈第49代横綱・栃ノ海晃嘉、幕内優勝3回、年寄：第10代春日野〉、* 1938年）[368][369]
- 31日 - 高橋里志（福井県、野球〈投手。南海ホークス・広島東洋カープ・日本ハムファイターズ・近鉄バファローズに在籍。1977年セントラル・リーグ最多勝、1982年最優秀防御率を獲得〉、* 1948年）[370][371]

### 2月
- 1日 - ルィシャルド・シュルコヴスキ（ ポーランド、自転車競技〈世界選手権自転車競技大会で3回優勝〉、* 1946年）[372]
- 5日 - レオン・スピンクス（ アメリカ合衆国、プロボクシング（元世界ヘビー級王者。1978年にモハメド・アリに勝利して「史上最大の番狂わせ」と言われる。また1986年にはアントニオ猪木との異種格闘技戦で敗北）、* 1953年）[373]
- 11日 - 石黒昇（埼玉県、陸上競技（1964年東京オリンピック20km競歩日本代表）、* 1932年）[374]
- 20日
  - ディーン樋口（ アメリカ合衆国、プロレス（元WWWF世界タッグチーム王者）、* 1940年）[375]
  - （死去判明日）安田猛（福岡県、野球（投手。ヤクルトスワローズで松岡弘らと共に投手陣の柱として活躍。1972年・73年最優秀防御率、1972年新人王。また1978年には先発で15勝を挙げセ・リーグ優勝・日本一に貢献。引退後は一軍投手コーチ・スカウト・スコアラー・編成部長を歴任）、* 1947年）[376]
- 24日 - 宮城淳（東京府【現・東京都】、テニス〈1955年全米選手権男子ダブルスで加茂公成とのペアで戦後唯一となる日本男子の四大大会制覇〉、* 1931年）[377]
- 28日 - 森本葵（三重県、陸上競技（元800メートル日本記録保持者。駒澤大学陸上部監督として2000年の第76回箱根駅伝で同校を初の総合優勝に導く）、* 1939年）[378]

### 3月
- 1日 - 麒麟児和春（千葉県、相撲〈元二所ノ関部屋、元関脇、年寄：19代北陣、「花のニッパチ組」として、北の湖や2代目若乃花とともに人気を博す〉、* 1953年）[379]
- 3日 - 三宅秀史（岡山県、野球（阪神タイガース内野手、700試合連続フルイニング出場（2021年時点でNPB歴代3位の記録）、吉田義男と史上最高の三遊間と呼ばれた）、* 1934年）[380]
- 6日 - 松本勝明（京都府、競輪〈日本選手権競輪連覇を含む通算1341勝を記録。「競輪の神様」と呼ばれる。1981年の現役引退後は日本競輪学校名誉教諭として後輩の育成に尽力。日本名輪会初代会長〉、* 1928年）[381]
- 11日 - 前の山太郎（大阪府、相撲〈元高砂部屋、元大関、年寄：8代高田川として高田川部屋を運営〉、* 1945年）[382]
- 13日
  - 小野清子（秋田県、体操〈1964年東京オリンピック女子団体銅メダリスト、元参議院議員〉、* 1936年）[383]
  - （死去報道日）マービン・ハグラー（ アメリカ合衆国、プロボクシング〈元世界ミドル級統一王者。「マーベラス」の愛称で知られる〉、* 1954年）[384]
- 22日 - エルジン・ベイラー（ アメリカ合衆国、バスケットボール（現役時代はNBAロサンゼルス・レイカーズで活躍、引退後はロサンゼルス・クリッパーズGMを歴任）、* 1934年）[385]
- 23日（死去報道日） - ジョニー・ダンフリーズ（ イギリス、自動車〈元F1パイロット、1988年ル・マン24時間レース総合優勝者〉、* 1958年）[386]
- 24日 - 古賀稔彦（佐賀県、柔道〈1992年バルセロナ五輪71kg級金メダリスト、1996年アトランタ五輪78kg級銀メダリスト。「平成の三四郎」と言われる〉、* 1967年）[387]
- 26日
  - 沢村忠（旧満州、キックボクシング〈ミドル級・ライト級で241戦232勝（228KO）5敗4分、「キックの鬼」の異名を持ち、キックボクシングブームを巻き起こす。また、自身をモデルとした漫画『キックの鬼』のアニメ版では主題歌を歌唱〉、* 1943年）[388]
  - 琴剣淳弥（福岡県、相撲〈元佐渡ヶ嶽部屋三段目力士、力士廃業後に漫画家へ転向して活動〉、* 1960年）[389]

### 4月
- 4日 - ローランド・トエニ（ イタリア、アルペンスキー〈1972年札幌オリンピック男子回転銅メダリスト〉、* 1950年）[390]
- 11日 - 土屋春雄（群馬県、モータースポーツ〈つちやエンジニアリング創業者兼監督〉、* 1945年）[391]
- 16日 - セルゲイ・ノヴィコフ（ ソビエト連邦／ ロシア、柔道〈1976年モントリオールオリンピック重量級金メダリスト〉、* 1949年）[392]
- 19日 - ヴィリー・ファン・デル・カイレン（ オランダ、サッカー〈PSVアイントホーフェンなど所属、元同国代表〉、* 1946年）[393]
- 20日 - トム・ロブソン（ アメリカ合衆国、野球〈テキサス・レンジャーズ、南海ホークス、千葉ロッテマリーンズなど内野手〉、* 1946年）[394][395]
- 22日 - エイドリアン・ギャレット（ アメリカ合衆国、野球〈アトランタ・ブレーブス、シカゴ・カブス、広島東洋カープなど外野手〉、* 1943年）[396]
- 25日 - ジョン・コンラッズ（英語版）（ オーストラリア[注 30]、競泳（1960年ローマオリンピック1500m自由形金メダリスト）、* 1942年）[397]
- 28日 - 馬場孝（神奈川県、陸上競技（1958年アジア競技大会男子1万メートル金メダリスト。日本大学陸上部監督を歴任）、* 1937年）[398]

### 5月
- 3日
  - 谷口正朋（東京都、バスケットボール（1972年ミュンヘン五輪得点王。また1971年から5期連続で日本リーグ得点王。引退後は日本バスケットボール協会専務理事などを歴任）、* 1946年）[399]
  - ハル・ブリーデン（ アメリカ合衆国、野球〈モントリオール・エクスポズ、阪神タイガース内野手〉、* 1944年）[400]
- 5日 - デル・クランドール（ アメリカ合衆国、野球〈ミルウォーキー・ブレーブス捕手・指導者【ミルウォーキー・ブルワーズ、シアトル・マリナーズ監督】〉、* 1930年）[401]
- 6日 - クリストフ・ルヴォー（ フランス、サッカー〈トゥールーズFCなど所属、元同国代表、* 1972年）[402]
- 8日〈遺体発見日〉 - ファン・ホセ・グスマン（ ドミニカ共和国、ボクシング〈第2代世界ボクシング協会（WBA）世界ジュニアフライ級王者〉、* 1951年）[403]
- 10日 - リッチー・シェインブラム[注 31]（ アメリカ合衆国、野球〈クリーブランド・インディアンス、セントルイス・カージナルス、広島東洋カープほか外野手〉、* 1942年）[404]
- 14日 - ジェロム・ヤング[注 32]（ アメリカ合衆国、プロレス〈元ECW世界タッグ王者〉、* 1963年）[405]
- 17日 - ジョー・マーサー（ イングランド、競馬〈元騎手、クラシック競走8回優勝〉、* 1934年）[406]
- 19日 - リー・エバンス（ アメリカ合衆国、陸上競技〈1968年メキシコシティーオリンピック400m・4×400mリレー金メダリスト〉、* 1947年）[407]
- 22日
  - アンドレ・リベイロ（ ブラジル、モータースポーツ〈レーシングドライバー、インディカー・シリーズで活躍〉、* 1966年）[408]
  - フランセスク・アルナウ（ スペイン、サッカー〈マラガCFなど所属〉、* 1975年）[409]
- 23日 - マックス・モズレー（ イギリス、自動車（レーシングドライバーとしてフォーミュラ2に参戦。1993年から2009年まで国際自動車連盟（FIA）会長を務める）、* 1940年）[410]
- 26日 - タルチシオ・ブルニチ（ イタリア、サッカー〈インテル・ミラノなど所属、元同国代表〉、* 1939年）[411]
- 28日 - マーク・イートン（ アメリカ合衆国、バスケットボール〈NBAユタ・ジャズ所属〉、* 1957年）[412]
- 29日 - キース・ムリングス（ ジャマイカ、ボクシング〈元WBC世界スーパーウェルター級王者〉、* 1968年）[413]
- 30日 - ジェイソン・デュパスキエ（ スイス、モータースポーツ〈ロードレーサー〉、* 2001年）[414]
- 31日 - リック・ミッチェル（ オーストラリア、陸上競技（1980年モスクワオリンピック男子400m銀メダリスト）、* 1955年）[415]

### 6月
- 1日 - マイク・マーシャル（ アメリカ合衆国、野球〈ロサンゼルス・ドジャース、ミネソタ・ツインズなど投手〉、* 1943年）[416]
- 2日 - 中村稔（三重県、野球〈読売巨人軍投手、投手コーチ〉、* 1938年）[417]
- 3日 - ベネディクト・アントニオ・アンジェリ（ ブラジル、サッカー〈柏レイソル、清水エスパルスなどで監督を務める〉、* 1939年）[418][419]
- 4日 - 高松邦男（千葉県、競馬（元日本中央競馬会調教師）、* 1948年）[420]
- 5日 - ギャレン・ヤング（ アメリカ合衆国、バスケットボール〈ボッシュブルーウィンズなどでプレー〉、* 1975年）[421]
- 7日 - 柳想鐵（ 韓国、サッカー〈元同国代表選手、横浜F・マリノスなどでプレー〉、* 1971年）[422][423]
- 18日 - ジャンピエロ・ボニペルティ（ イタリア、サッカー〈元同国代表選手、ユヴェントスFCで選手及び名誉会長を務める〉、* 1928年）[424]
- 18日 - ミルカ・シン（ インド、陸上競技〈元同国代表選手、1958年アジア競技大会男子200m金メダリスト〉、* 1929年）[425]
- 21日 - 玉ノ富士茂（栃木県、大相撲〈片男波部屋元力士【関脇】、年寄・13代片男波親方〉、* 1949年）[426]
- 30日 - 大島康徳（大分県、野球〈中日ドラゴンズ、日本ハムファイターズ内野手・外野手、日本ハムファイターズ第22代監督〉、* 1950年）[427]

### 7月
- 1日 - パトリオット（ アメリカ合衆国、プロレス〈本名デル・ウィルクス。1992年 - 1997年に全日本プロレスで活躍、元アジアタッグ王者・WCW世界タッグチーム王者〉、* 1961年）[428]
- 9日 - ジャン・フランコ・カスペル（ スイス、スキー（第4代国際スキー連盟会長）、* 1944年）[429]
- 12日 - ポール・オーンドーフ（ アメリカ合衆国、プロレス（元NWA世界タッグチーム王者、WCW世界TV王者、WCW世界タッグチーム王者）、* 1949年）[430]
- 26日 - ブラソ・デ・プラタ（ メキシコ、プロレス（元UWA世界6人タッグ王者、世界タッグ王者、CMLL世界ヘビー級王者、世界トリオ王者。総合格闘技「DEEP」への参戦経験あり）、* 1963年）[431][432]

### 8月
- 2日 - 保坂秀樹（新潟県、プロレス〈インディ団体を中心に活躍、インディペンデントワールドジュニアヘビー級王者、WEWハードコアタッグ王者〉、* 1971年）[433]
- 15日 - ゲルト・ミュラー（ ドイツ、サッカー〈バイエルン・ミュンヘンに所属、ブンデスリーガ得点王7回、1974 FIFAワールドカップ 西ドイツ代表として優勝〉、* 1945年）[434]
- 24日 - 松田靖子（岩手県、陸上競技（1960年ローマオリンピック女子砲丸投げ代表）、* 1937年）[435]
- 29日 - ジャック・ロゲ（ ベルギー（第8代国際オリンピック委員会会長）、* 1942年）[436]

### 9月
- 7日 - ビル・ホワイト（ アメリカ合衆国、プロレス（新日本プロレス、全日本プロレス、国際プロレスなどで活躍。1973年にタイガー・ジェット・シン、ジャック・ルージョーとともに新宿の伊勢丹でアントニオ猪木を襲撃したことでも知られる）、* 1945年）[437]
- 8日 - 深澤弘（神奈川県、スポーツアナウンサー（元東北放送・ニッポン放送アナウンサー。『ニッポン放送ショウアップナイター』では1600試合余りを実況。1974年の長嶋茂雄引退試合も実況。ニッポン放送退社後は日本野球機構（NPB）の新人研修会の講師を歴任）、* 1936年）[438]
- 11日 - 碓井哲雄（東京都、陸上競技（箱根駅伝で中央大学の6連覇に貢献。現役引退後は母校中央大学のコーチや本田技研工業陸上部監督、神奈川工科大学陸上部監督などを歴任。日本テレビ系列『新春スポーツスペシャル箱根駅伝』の解説者としても有名）、* 1941年）[439][440]
- 13日 - 野村彰彦（愛知県、競馬（元日本中央競馬会騎手・調教師。1997年桜花賞優勝のキョウエイマーチなどを管理）、* 1943年）[441]
- 20日 - 田原紘（東京都、ゴルフ（1996年全豪シニアオープン優勝、主にテレビのゴルフレッスン番組などで活躍）、* 1942年）[442][443]
- 21日 - 風間ルミ（東京都、プロレス〈シュートボクシング初の女子選手、プロレスに転向しジャパン女子プロレスでアイドルレスラー路線で活躍、同団体解散時にLLPWを設立〉、* 1965年）[444]
- 28日 - 髙嶋徹（栃木県、野球（捕手。オリックス・ブルーウェーブ、近鉄バファローズに所属）、* 1970年）[445]

### 10月
- 5日 - 井口規（東京府【現・東京都】、フィールドホッケー（元ホッケー女子日本代表監督、東京女子大学名誉教授）、* 1930年?）[446]
- 8日 - レジー・パークス（ カナダ、プロレス〈日本プロレスに来日、引退後はベルト職人としてWWF・NWA等のプロレス団体やUFC、ボクシング等のチャンピオンベルトを多数作成〉、* 1934年）[447]
- 9日 - 星野敬太郎（神奈川県、プロボクシング〈元WBA世界ミニマム級・日本ミニマム級王者。現役時代には選手活動の傍らとんかつ店の料理長としても活躍〉、* 1969年）[448]
- 10日 - 醍醐敏郎（千葉県、柔道〈全日本柔道選手権を二度制覇。1964年東京五輪日本代表コーチ、1976年モントリオール五輪・1984年ロサンゼルス五輪日本代表監督。1979年から1989年まで全日本柔道連盟強化委員長〉、* 1926年）[449]
- 13日 - アグネス・ジェベト・ティロップ（ ケニア、陸上競技〈2020年東京オリンピック女子5000m代表〉、* 1995年）[450]
- 15日 - ミゲル・デ・オリベイラ（ ブラジル、プロボクシング〈元WBC世界スーパーウェルター級【ジュニアミドル級】王者。1974年2月の対輪島功一戦で輪島の「あっち向いてホイ作戦」に引っ掛かり判定負けを喫した伝説の相手として有名〉、* 1947年）[451]
- 17日 - BADBOY非道（大阪府、プロレス〈インディー団体を中心に活躍、新日本プロレスにも参戦、工藤めぐみの夫〉、* 1969年）[452]
- 22日 - アレックス・キニョネス（ エクアドル、陸上競技（2019年世界陸上男子200メートル銅メダリスト）、* 1989年）[453]
- 30日 - 佐藤正人（千葉県、オートレース、* 1970年）[454]

### 11月
- 12日 - 古葉竹識（熊本県、野球（広島東洋カープ内野手、広島、大洋ホエールズ監督、広島の監督として同球団をリーグ優勝4回、日本一3回に導き、広島の黄金時代を築いた。1999年に野球殿堂入り）、* 1936年）[455]
- 14日 - 日比野弘（東京府【現・東京都】、ラグビーフットボール〈早稲田大学ラグビー蹴球部元選手・監督、ラグビー日本代表監督などを歴任〉、* 1934年）[456]
- 20日 - 豊ノ海真二（福岡県、相撲〈二子山部屋元力士【前頭】、年寄・18代目山響親方〉、* 1965年）[457]
- 23日 - ヒューエル・オリベイラ（ ブラジル、サッカー〈湘南ベルマーレ所属、U-17ブラジル代表〉* 1998年） [458]
- 28日 - フランク・ウィリアムズ（ イングランド、モータースポーツ（元レーシングドライバー・エンジニア、ウィリアムズ・レーシング創始者・元代表。1986年の自動車事故で下半身不随に陥りながらも「車いすの闘将」としてF1で過去9度のコンストラクターズ・チャンピオン、7名のワールドチャンピオンを輩出）、* 1942年）[459][460][461]
- 28日 - リー・エルダー（英語版）（ アメリカ合衆国、ゴルフ（PGAツアー4勝。1975年の米国男子メジャー大会である「マスターズ・トーナメント」に黒人選手として初めて出場した人物）、* 1934年）[462]

### 12月
- 3日 - 黒岩明（東京都、オートレース、* 1976年）[463]
- 6日 - 片岡宏雄（大阪府、野球〈中日ドラゴンズ、国鉄スワローズ捕手、引退後はスカウトとして古田敦也、高津臣吾、広澤克実ら多くの名選手を獲得、ヤクルトの黄金期の土台を築く〉、* 1936年）[464]
- 7日 - 倉田誠（東京都、野球〈読売巨人軍、ヤクルトスワローズ投手、引退後は巨人軍運営部長を務める〉、* 1946年）[465]
- 9日 - アル・アンサー（ アメリカ合衆国、モータースポーツ（レーシングドライバー、インディ5004度優勝）、* 1939年）[466]
- 28日 - ウーゴ・マラドーナ（ アルゼンチン、サッカー（ディエゴ・マラドーナの実弟、アビスパ福岡、コンサドーレ札幌などに所属）、* 1969年）[467]
- 29日 - ロイド・ヴァン・ダム（ オランダ[注 33]、キックボクシング、* 1972年）[468]
- 30日 - サム・ジョーンズ（ アメリカ合衆国、バスケットボール（ボストン・セルティックスで8連覇含むNBA10度優勝）、* 1933年）[469]
- 31日 - ストロング小林（東京都、ボディビル、プロレス〈国際プロレス、新日本プロレスで活躍。IWA世界ヘビー級王座、NWAノースアメリカンタッグ王座などを獲得〉、* 1940年）[470]